# Szent Márk-székesegyház (Velence)

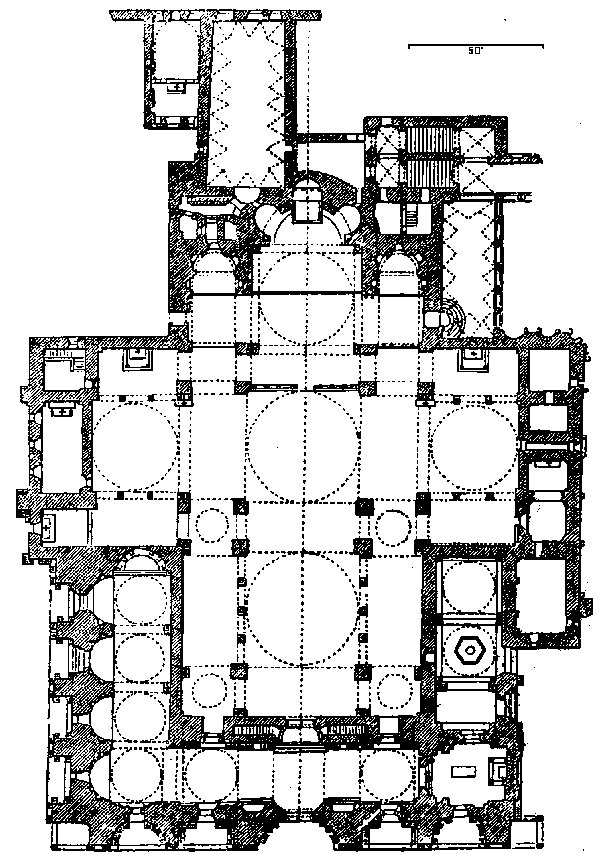
A bazilika alaprajza

A Szent Márk-székesegyház vagy Szent Márk-bazilika (olaszul Basilica di San Marco) az olaszországi Velencében, a város központjában, a Szent Márk téren áll. A Velencei patriarkátus főszékesegyháza.
Ez Velence város főtemploma, emellett a bizánci építészet legeredetibb formában megőrzött emléke. A bazilika nem egyetlen kor építménye, a 11. századtól a köztársaság 1797-ben bekövetkezett bukásáig fejlődött, és az évszázadok alatt minden kor rajta hagyta a nyomát. Elrendezése a konstantinápolyi Szent Apostolok- és a Hagia Szophia-templomot vette mintául. A bazilika egyszerre három alaprajzi sémát egyesít magában: a bizánci eredetű görög kereszt formát, a mellékhajókkal ellátott ókeresztény bazilikát és egy kettőskereszt alakú harmadikat, amely a pátriárkai szimbólum felidézésével Velence függetlenségét és Szent Márk evangélista rangját jelképezte. Az épület jellegét a burkolás módszere határozza meg. Az európai építészettel szemben, a bizánci burkolatos épületeknél a szerkezeti elemek tömbszerűen tagolatlanok, a formákat a burkolóanyagok, a berakások, a mozaikdíszítések emelik ki. A boltívek, a kupolák alakja, a mozaikdíszítés és a márványburkolat bizánci eredetűek, de a homlokzat kialakításakor sok nyugati, román és gótikus elemet is felhasználtak. A jelenlegi épület már a harmadik ezen a helyen.
A 9. században a város vezetése bizánci építészeket hívott az első templom építéséhez, amely 916-ban leégett, majd két év múlva újjáépítették. Ebből a második épületből csak néhány fal maradt meg, amelyek nehezen azonosíthatók a jelenlegi templom mozaik- és márványburkolata alatt. Alaprajza háromhajós, bazilikaelrendezésű volt, a hajókat kétszer tizenkét oszlop választotta el egymástól. 1063-ban kezdték kibővíteni, új hajókat és kereszthajót építettek hozzá, majd előcsarnokát kétoldalt, az új kereszthajóig meghosszabbították. Eltávolították az oszlopokat, de később, a galéria kialakításakor újra felhasználták őket. Öt kupolát építettek, a középső lényegesen magasabb a többinél, így alátámasztásához erős pillérekre volt szükség. Így kialakult a ma is látható templom szerkezete, majd hozzáfogtak a díszítéséhez. Az ekkor uralkodó dózse, Domenico Selvo utasította a külföldre utazó követeket, kereskedőket és azokat a gazdag velenceieket, akik külföldön éltek, hogy ehhez gyűjtsenek össze értékes anyagokat. Ezenkívül kihasználták, hogy a meggyengült Bizánci Birodalomban számos épületet elhanyagoltak és onnan is ellopták az értékes márványokat és szobrokat.
A templombelső mozaikborítását Bizáncból hívott mesterek kezdték el a 12. században. A megszokott témákat ábrázolták: ótestamentumi jeleneteket, Szűz Mária és Jézus élettörténetét, Ábrahám áldozatát, József történetét stb. A templom belsejét a mozaikokon kívül is gazdagon díszítették: a változatos oszlopfők mellett, a mennyezetről antik csillárok függnek, a szentélyrekesztő oszlopait ritka kövekből faragták, a szószék értékes márványból készült, ezenkívül a szentélyben, a főoltáron látható a Pala d'oro tulajdonképpen egy ikonosztáz, a középkori ötvösművészet egyik legkiemelkedőbb alkotása.
A Szent Márk-bazilika csak 1807-ben lett hivatalosan a város katedrálisa, korábban a San Pietro di Castello-templom töltötte be ezt a funkciót. Addig az egyházi hierarchiába betagozódó püspök székhelye a város szélén álló, nem túl jelentős épület volt, a dózsék temploma viszont a város központjában álló, az evangélista ereklyéit őrző műremek, papját a dózse maga nevezte ki. A Szent Márk-bazilika híven tükrözi a város színes egyéniségét, és összekötő szerepét a keleti és nyugati kultúra között.

## Építéstörténete

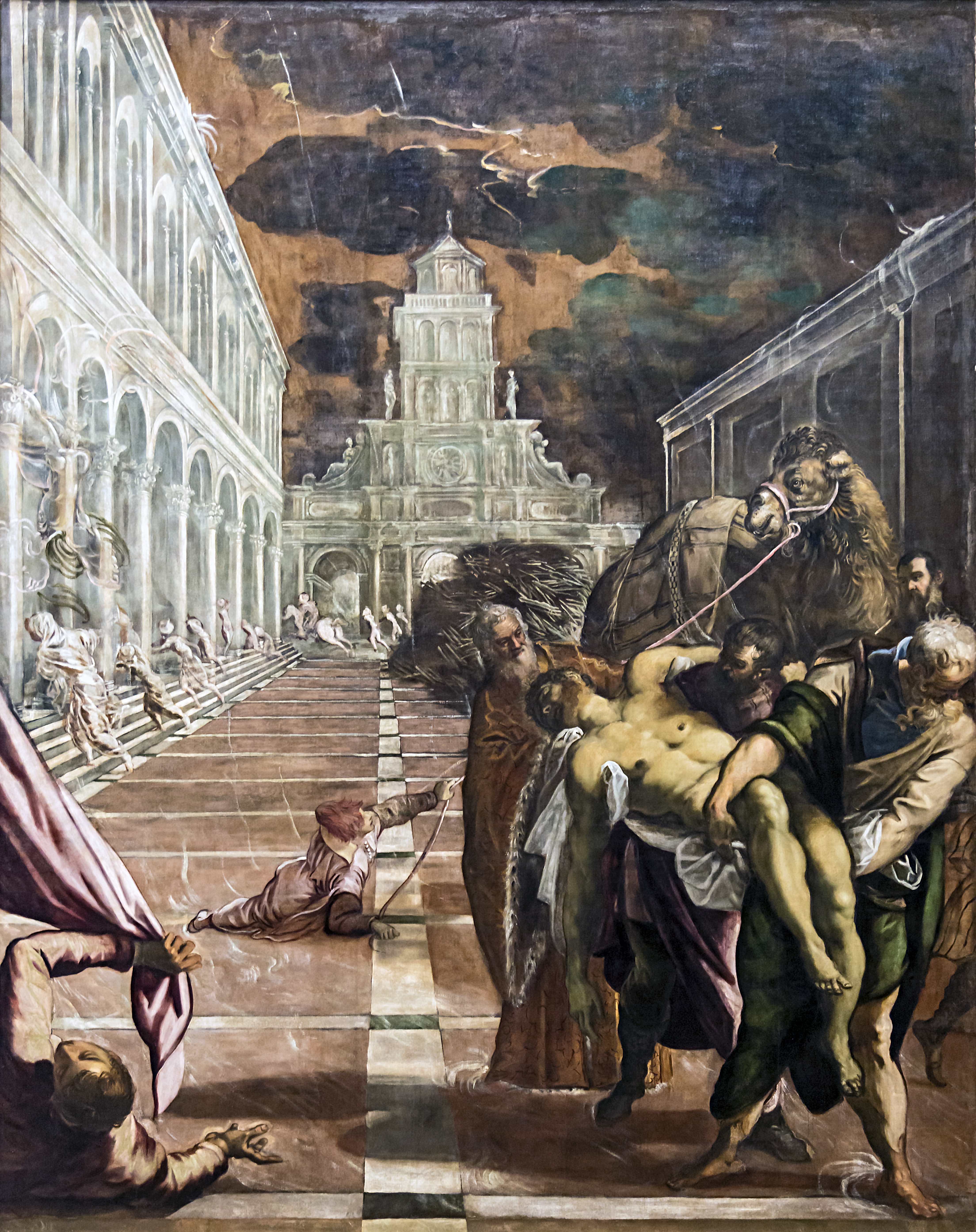
Jacopo Tintoretto: Szent Márk holttestének elrablása

- 829: Giustiniano Participazio dózse idejében Velencébe szállították Szent Márk testét, amelyet a hagyomány szerint két velencei hajós – Rustico da Torcello és Buono Tribuno da Malamocco – csempészett ki Egyiptomból, egy alexandriai kolostorból. A néhány évvel korábban emelt dózse-vár oldaltornyában egy ideiglenes kápolnát alakítottak ki az ereklye számára, amely biztosította a város fölényét a két régi egyházi központtal a gradói és az aquileiai pátriárkátussal szemben. Ezután nekiláttak a templom építésének.
- 832: az első Szent Márk-templom felszentelése I. Giovanni Participazio dózse idejében történt. Erről az épületről nem sokat tudunk, valószínűleg a korai háromhajós keresztény bazilikákhoz hasonlított apszissal, kriptával és előcsarnokkal.[4] Díszítéséhez felhasználták a város környékén álló elhanyagolt épületek elemeit is.

A bazilika 11. századi állapota

- 976–978: egy IV. Pietro Candiano dózse elleni lázadás során tűzvész elpusztította a templomot, majd I. Pietro Orseolo dózse parancsára haladéktalanul elkezdték újjáépítését. Felszentelésére 978-ban került sor. Később a köztársaság hatalma folyamatosan növekedett, egyre nagyobb területekre terjedt ki a befolyása, például Dalmáciára, az Adriai-tenger keleti részén, így szükségessé vált a város hatalmát jobban kifejező új főtemplom építése.
- 1063–1204: A harmadik, jelenleg is látható székesegyházat 1063-ban kezdték el építeni, Domenico Contarini uralkodása alatt. 1071-ben Domenico Selvo idejében elkészült az épület szerkezete, ezután elkezdődött a kupolák, az oldalfalak és a homlokzat mozaikokkal való díszítése. A bazilika alaprajza görög kereszt alakú, tetejét öt kupola borítja. Szerkezete tipikusan bizánci eredetű, egyik mintája a konstantinápolyi Hagia Sophia, a másik, a szintén konstantinápolyi Szent-Apostolok-templom. Az építész nevét nem ismerjük, valószínűleg görög származású lehetett.[5] Az épület viszonylag kis méretű, de kitűnő arányai és ötletes fogásokkal megnövelt perspektívája miatt nagyobbnak tűnik, mint a valóságban. Például a kereszthajó két kupolája és az apszis fölötti kupola kisebb, mint a másik kettő, így azt a látszatot keltik, hogy távolabb vannak.[6] A San Marco 604 márványoszlopa közül néhány már ekkor a helyére került, egyes darabok a római korból vagy még korábbi templomokból származnak. 1094. október 8-án[7] Vital Faliero de’Doni dózse idejében a bazilikát felszentelték és Szent Márk ereklyéit márványszarkofágba helyezték a kripta középpontjában, a mai főoltár alatt.
- 1204-től a 13. század végéig: Az Enrico Dandolo dózse által vezetett negyedik keresztes hadjárat alatt nagy számú műkincs (a négy bronzló, a Nikopeia Madonna-ikon, néhány a Pala d'Oro zománcképei közül, ereklyetartók, keresztek, értékes márványlapok, és -oszlopok stb.) érkezett a városba Konstantinápoly kifosztása után, amelynek legnagyobb részét a San Marco díszítésére használtak fel. A 13. század első felében elkészült a narthex, az épület előcsarnoka, majd 1265-ben a Szent Alipio-kapu, rajta a templomot ábrázoló mozaikkal. A 13. század végén a külső kupolák megépítésével a bazilika szerkezete teljesen elkészült.
- 14. század: 1343–1354 között Andrea Dandolo dózse uralkodása alatt megépítették a keresztelőkápolnát és a régi Szent Tódor-templom köveiből a Szent Izidor-kápolnát. 1384-ben hozzákezdtek a homlokzat gótikus oromzatának kifaragásához, amelyet a 15. század elején fejeztek be. 1394-ben Antonio Venier dózse idejében elkészül a főoltár előtti ikonosztáz, Jacobello és Pier Paolo dalle Masegne munkája.

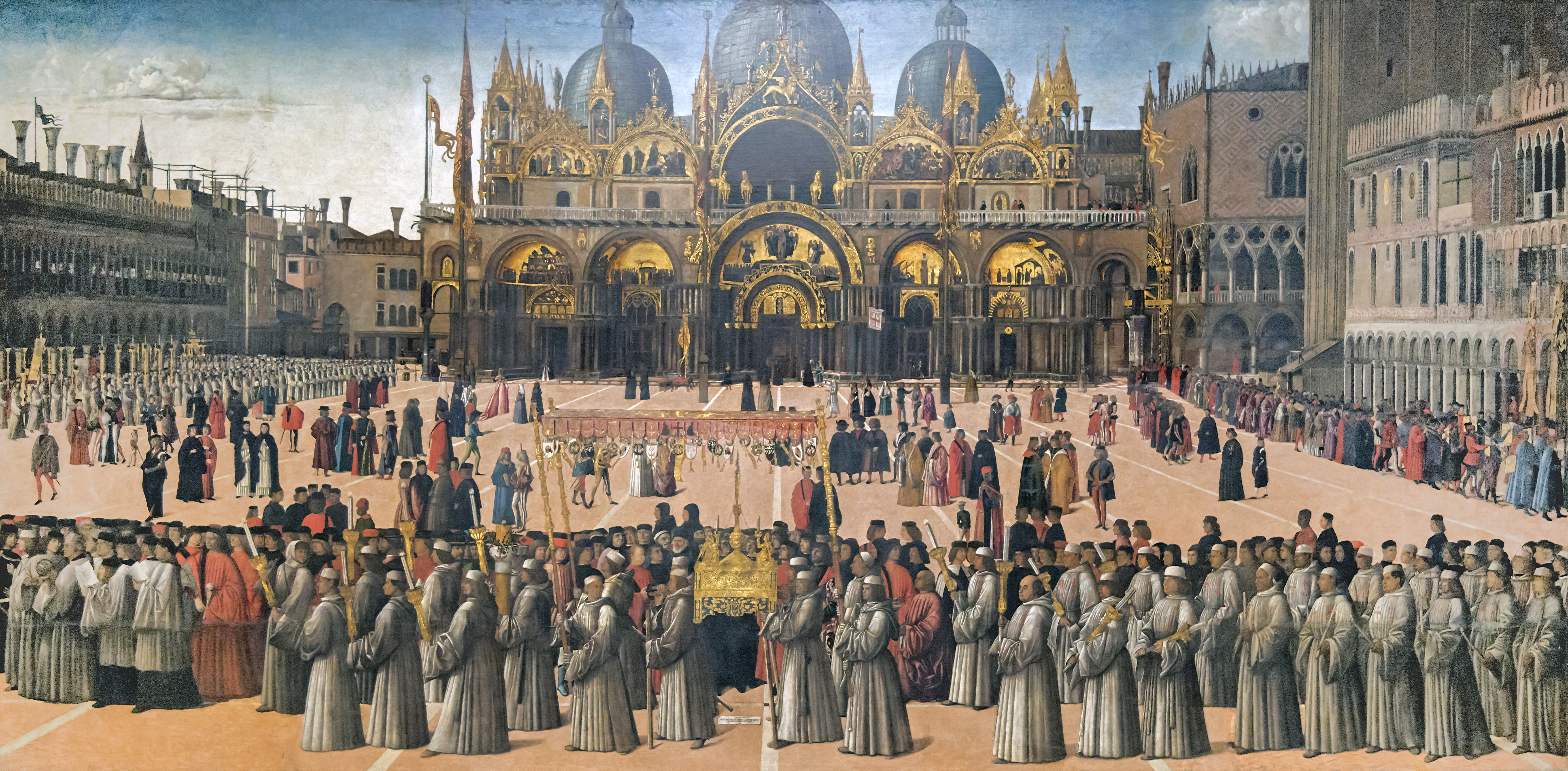
A templom Gentile Bellini 1496-ban készült festményén

- 15. és 16. század: 1419-ben a tető főhomlokzat felőli része károsodott egy tűzvészben. 1430 és 1450 között alakították ki a Mascoli-kápolnát majd 1486 és 1523 között a sekrestyét. 1504-1521 között készült el a Zen-kápolna, amellyel lezárták a tenger felőli ünnepélyes bejáratot, a Porta da Màrt. 1529-től az épületen - statikai problémák miatt - kisebb javításokat végeztek, Jacopo Sansovino felügyelete alatt. 1617-ben a bal oldali kereszthajóban felállították a már korábban is a templomban őrzött Nikopeia Madonna ikon oltárát.
- a 17. századtól 1877-ig : a 18. századig kisebb változtatásokat végeztek az épületen, kijavítottak néhány károsodott mozaikot és kicserélték az eredeti márványborítás egyes elemeit. 1807-ben Napóleon rendeletére a bazilika a Velencei Patriarchátus székhelye lett, addig ezt a szerepet a San Pietro di Castello templom töltötte be. 1836 és 1877 között Giovanni Battista Meduna irányításával nagyszabású restaurálási munkákat folytattak az épületen, ami komoly károkat okozott.[8]

## Jelentősége a város életében

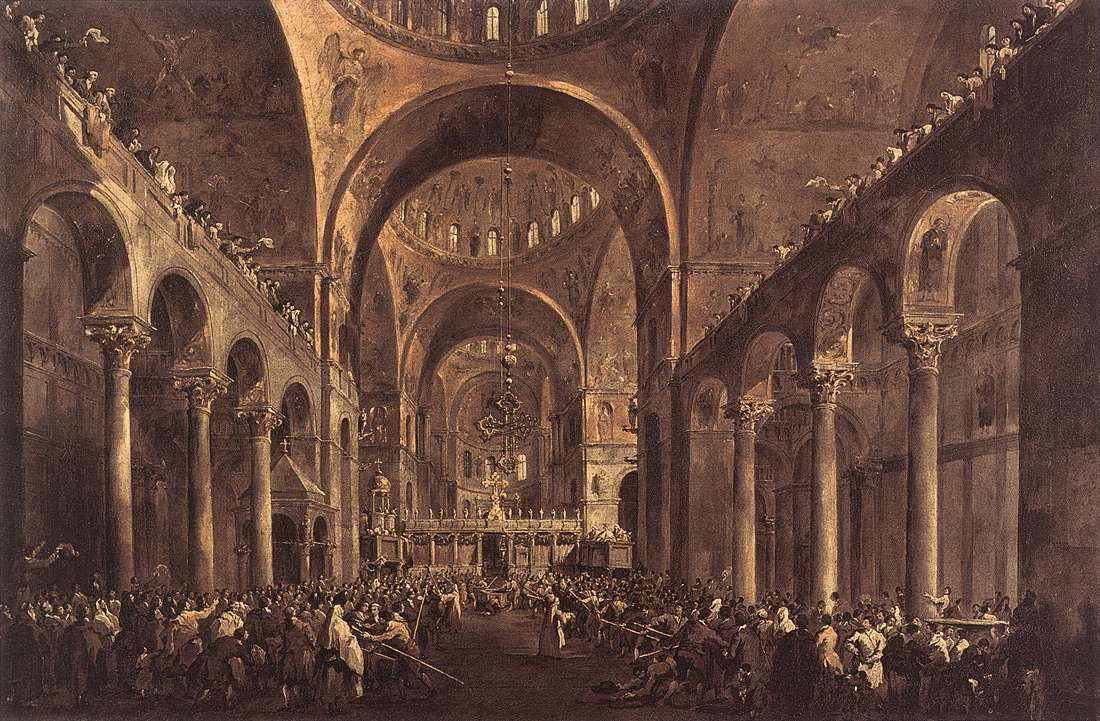
IV. Alvise Mocenigo dózse megjelenik a San Marcóban, Francesco Guardi festménye, 1775–77

A San Marco volt évszázadokon keresztül a Velencei Köztársaság szimbolikus, reprezentatív építménye, a lakosság legfontosabb találkozó- és imahelye. A város vezetése nagy figyelmet fordított díszítésére és állagmegóvására, ezért mindig a legnevesebb művészekre bízta a munkálatok felügyeletét; például a 16. században Jacopo Sansovinóra, a 17. században Baldassare Longhenára. Ezenkívül Velence zenei központja is volt, ahova a kor elismert művészeit hívták, akik közül a leghíresebbek Adriano Willaert, Giuseppe Zarlino, Claudio Merulo, Andrea és Giovanni Gabrieli, Giovanni Croce, Claudio Monteverdi, Francesco Cavalli, Giovanni Legrenzi, Antonio Lotti és Lorenzo Perosi voltak. A velencei zene fejlődéséhez nagymértékben hozzájárult a főoltár két oldalán lévő orgona is. A város vezetése a templomi kórusra, a zenészekre, a templom állagmegóvására és díszítésére, valamint az építészek, szobrászok, mozaikkészítők bérére összesen évi 12 000 dukátot költött.
A templomban mutatták be a lakosságnak a megválasztott dózsét, itt fogadták a pápákat, a külföldi követeket és uralkodókat. III. Sándor pápa és Barbarossa Frigyes császár 1177-ben ezt a helyet választotta a békekötésre. A hajóskapitányok indulás előtt a templomban tettek esküt, és idehozták a hajójuk zászlaját, hogy áldást kérjenek rá. A templomban állították ki az ellenségtől zsákmányolt zászlókat is. Itt gyülekeztek indulás előtt a negyedik keresztes hadjárat résztvevői, Enrico Dandolo dózse vezetésével. 1377-ben nagyszabású hálaima helyszíne volt, miután Chioggiánál sikerült feltartóztatni a genovai hajóhadat. A templomban tettek fogadalmat az 1576-os pestisjárvány idején, hogy felépítik az Il Redentore-templomot, később szintén itt határozták el a Santa Maria della Salute-templom építését is, az 1630-as járvány idején. 1797-ben itt gyűlt össze a lakosság, amikor a Velencei Köztársaság elvesztette függetlenségét (francia megszállás).

## A mozaikdíszítés

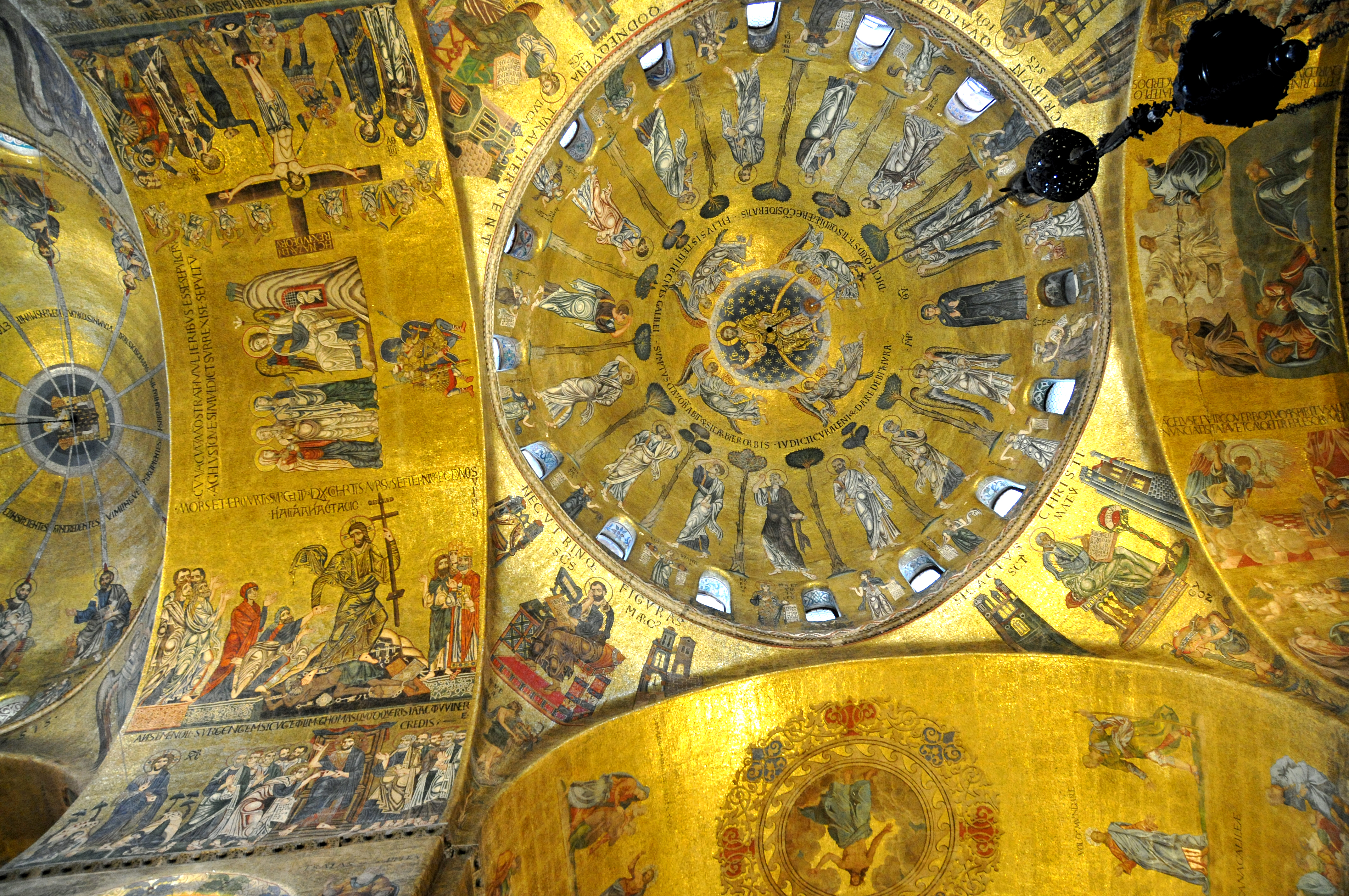
A Mennybemenetel-kupola

A templom mozaikjai több mint négyezer négyzetméteres területet borítanak be. Különböző korokból származnak, a legkorábbiak a 11. század végén, a legkésőbbiek a 19. század közepén készültek. Az évszázadok során a mozaikok egy része a nedvesség, kisebb tűzvészek és földrengések miatt levált a falról, ezeket pótolták. A legkorábbi képek elkészítéséhez Bizáncból hívtak művészeket. Az akkor készült mozaikokon hibás latin szövegek keverednek görög feliratokkal, ami valószínűsíti, hogy nem velencei mesterek munkái. A későbbi mozaikokon felismerhető a bizánci stílustól való fokozatos eltávolodás folyamata, majd először a román később a gótikus stílus hatása. Készítésükkor először freskótechnikával a falra vitték a képet, majd színes kövekkel vagy egyes részeit átlátszó üvegdarabkákkal borították be. A 15. század vége és a 19. század közepe között készült mozaikpótlások az eredeti jeleneteket ábrázolják, a kor stílusában. A 16. században, a legnevesebb művészek, (Lorenzo Lotto, Tiziano, Paolo Veronese, Jacopo Tintoretto, Jacopo Bassano) készítették a rajzokat, amelyek alapján a mozaikkészítő mesterek dolgoztak.
A templom mozaikjai hét csoportra oszthatók:
- a bizánci stílushoz legjobban köthető, legkorábbi mozaikok
- a 12. és 13. században készült mozaikok, amelyek már tartalmaznak helyi jellegzetességeket és fokozatosan eltávolodnak a bizánci sémáktól
- a 13. században készült mozaikok egy része a román kori művészet hatását mutatja, például az előcsarnok egyes mozaikjai
- a 14. század közepén készült, gótikus hatást mutató mozaikok, például a Keresztelőkápolna és a Szent Izidor-kápolna mozaikjai
- a 15. század elején készült mozaikok, erőteljes toszkán hatással
- a Mascoli-kápolna mozaikjai a 15. század közepéről
- a 15. és a 19. század között készült mozaikok, amelyekkel korábban károsodott falfelületetek díszítettek Lorenzo Lotto, Jacopo Tintoretto, Paolo Veronese, Sebastiano Ricci majd a 19. századi művészek rajzai alapján

## A főhomlokzat

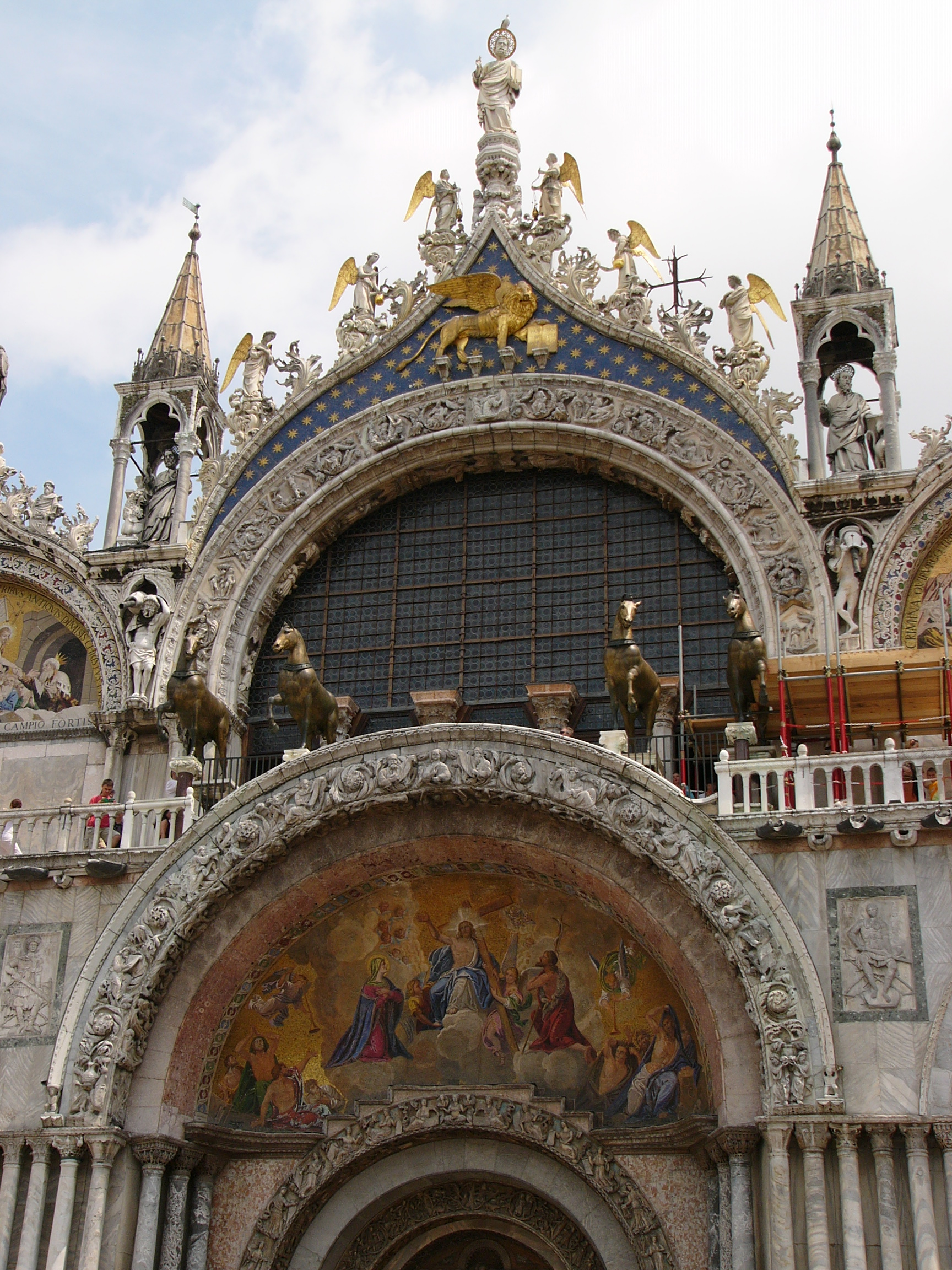
A főhomlokzat középső ívei

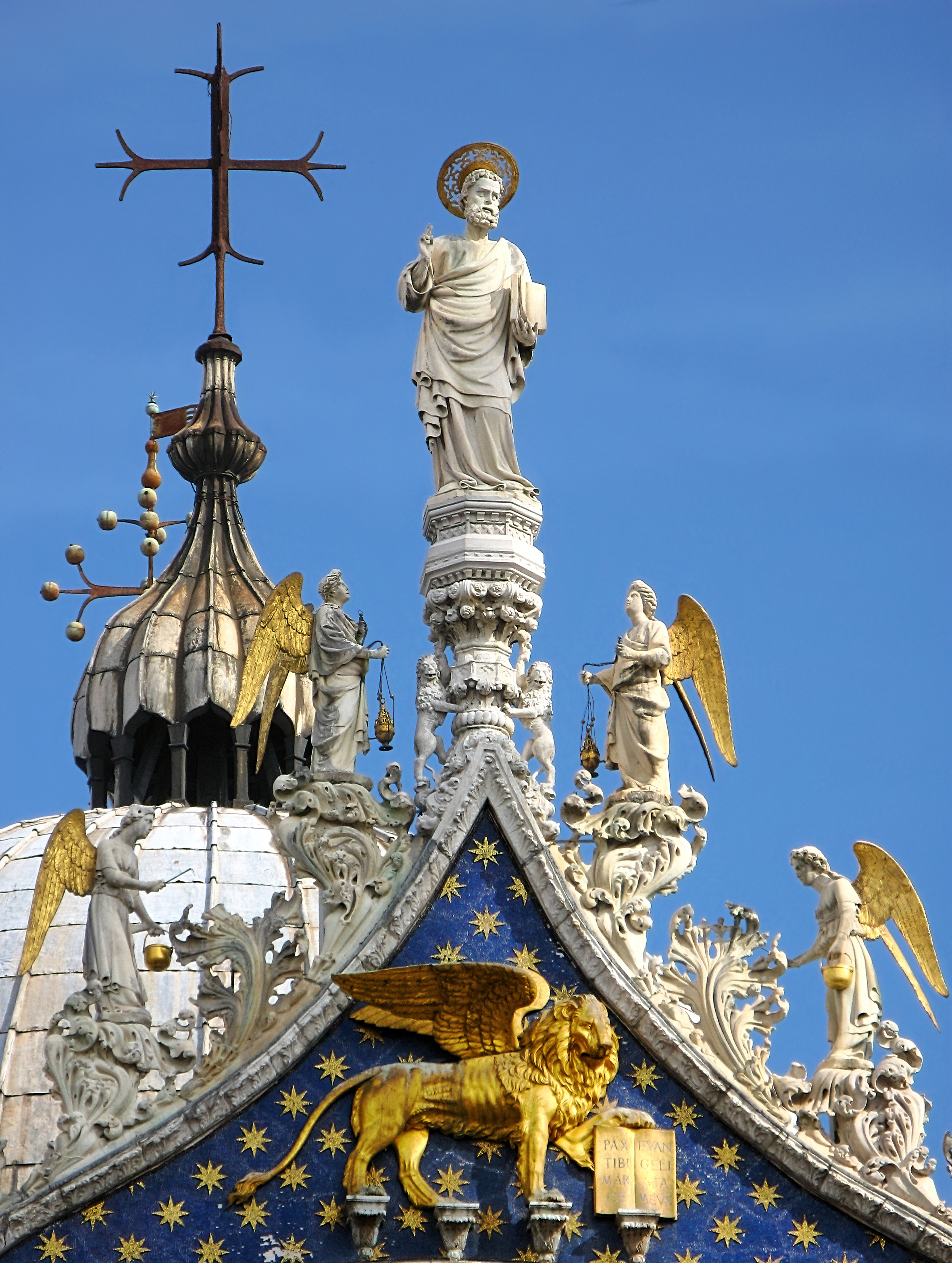
A főhomlokzat teteje

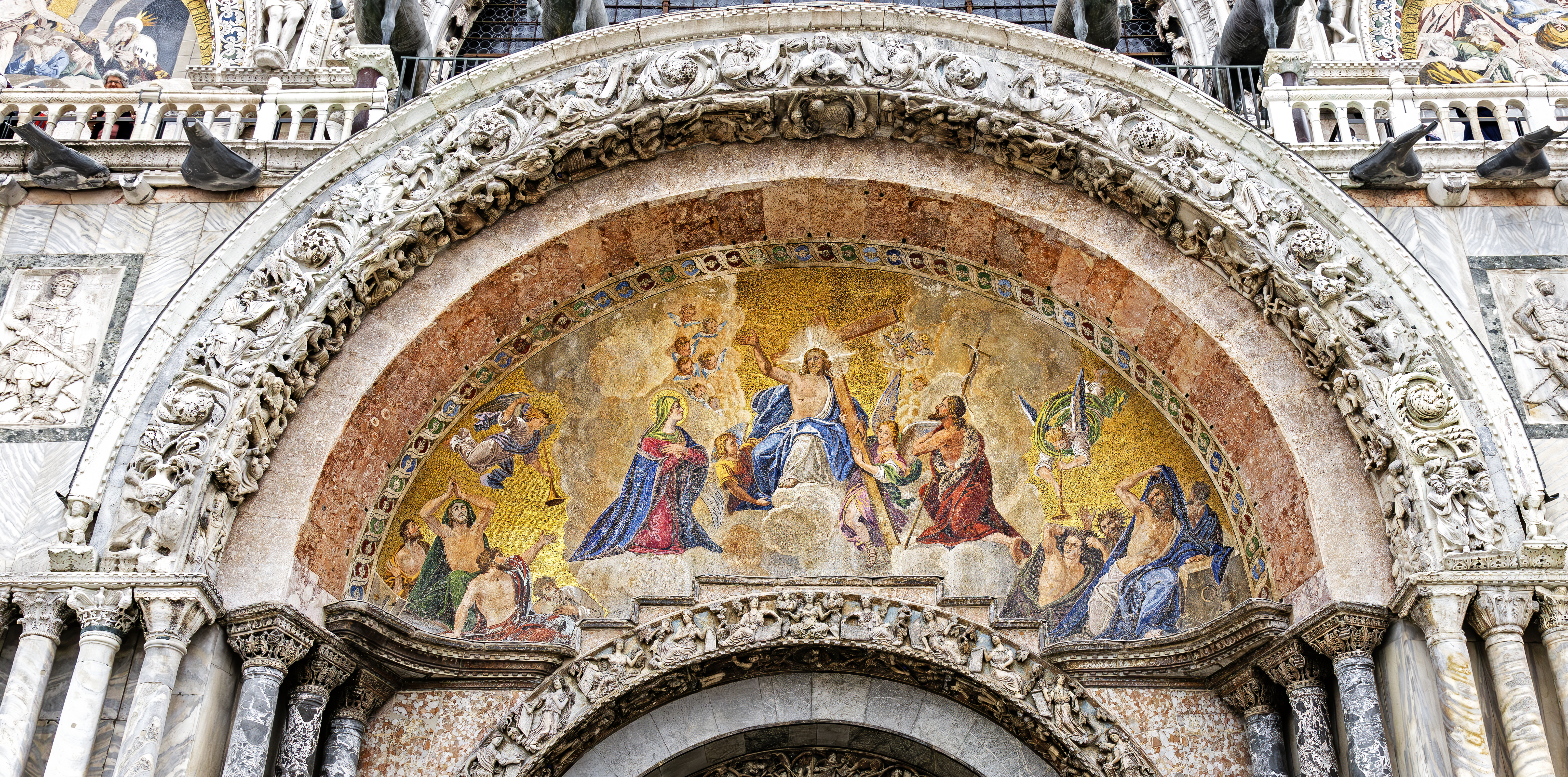
Az Utolsó ítélet mozaik, a főhomlokzat középső ívén

Konstantinápoly kifosztása után számos márványlap és -oszlop érkezett a városba, amelyek egy részét a homlokzatok díszítésére használták fel, amely egyfajta közösségi ereklyetartóként funkcionált: a domborművekre, az oszlopokra, a változatos oszlopfőkre, a szobordíszítésekre úgy tekintettek, mint a város védelmezőire.
A főhomlokzat kétszintes, a szinteket egy, az oldalhomlokzatokra is kiterjedő terasszal választották el egymástól. A felső szint öt, az alsó hét boltívből áll, ezek közül az alsó szinten a két szélső alig észrevehető, csak a terasz két sarkát tartja. Az alsó szint boltíveit széles pillérek választják el egymástól, amelyeket oszlopokkal díszítettek. A felső szinten a négy lunettában lévő mozaikképek balról jobbra: Sírbatétel, Krisztus a pokol tornácán, Feltámadás és Mennybemenetel. A mozaikok 1617 és 1619 között készültek Maffeo Verona tervei alapján. A lunetták fölött látható gótikus szobordíszítés 1384 és 1430 között készült. A középső ív fölött Szent Márk alakja angyalokkal Niccolo Lamberti alkotása. A négy másik ív tetején látható szobrok harcos városvédő szenteket ábrázolnak. A négy középső baldachin alatt egyházatyák szobrai állnak a két szélső alatt egy Madonna és egy angyal. Ezeket a szobrokat valószínűleg Pietro Lamberti, Niccolo fia készítette valamikor a 15. század első évtizedeiben. A középső lunettát körbefogó domborműves ívet Giovanni di Martino da Fiesole és Pietro Lamberti faragta 1419 után. Az oromzat aranyozott szárnyas oroszlánja egy 19. századi másolat, Gaetano Ferrari munkája 1826-ból. A középső ív előtt álltak a Konstantinápolyból származó híres bronzlovak amelyek jelenleg a templom múzeumában láthatók. A teraszon másolataikat helyezték el.

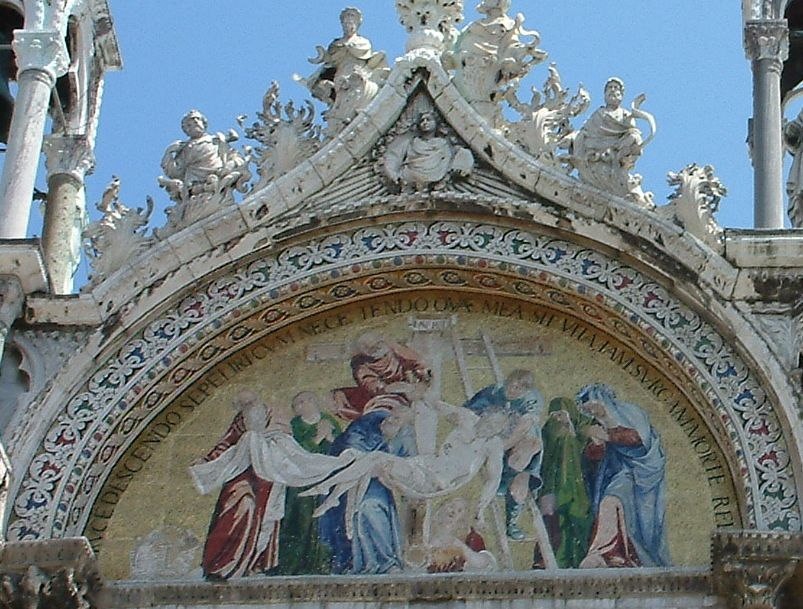
A főhomlokzat felső részének első lunettája: Levétel a keresztről
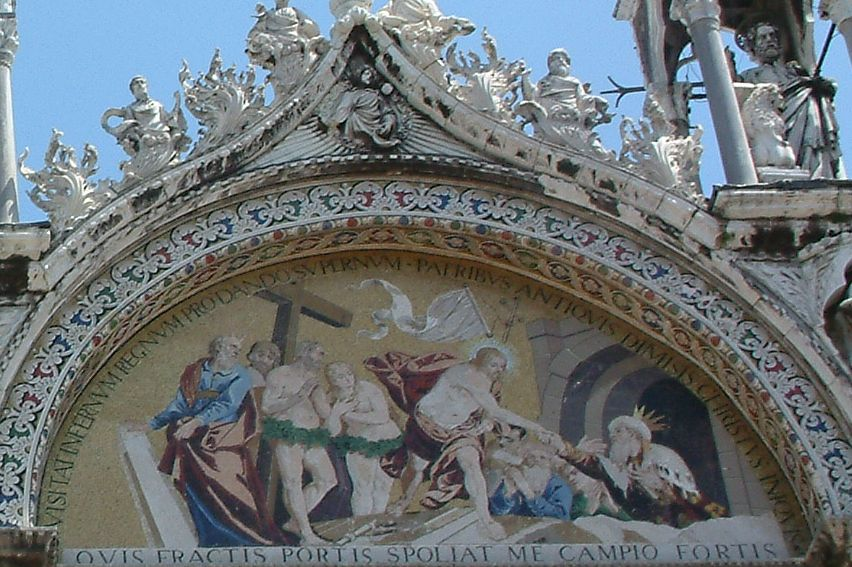
A főhomlokzat felső részének második lunettája: Leszállás a pokol tornácára
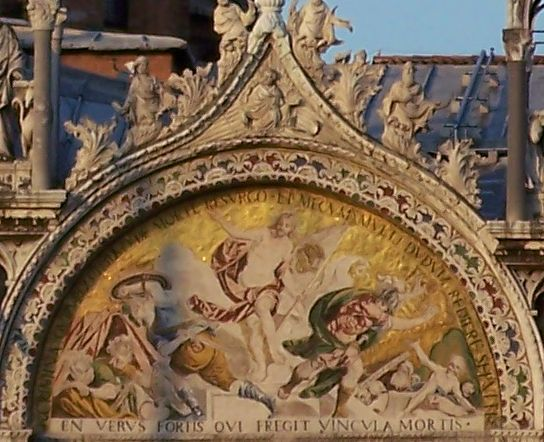
A főhomlokzat felső részének harmadik lunettája: Feltámadás
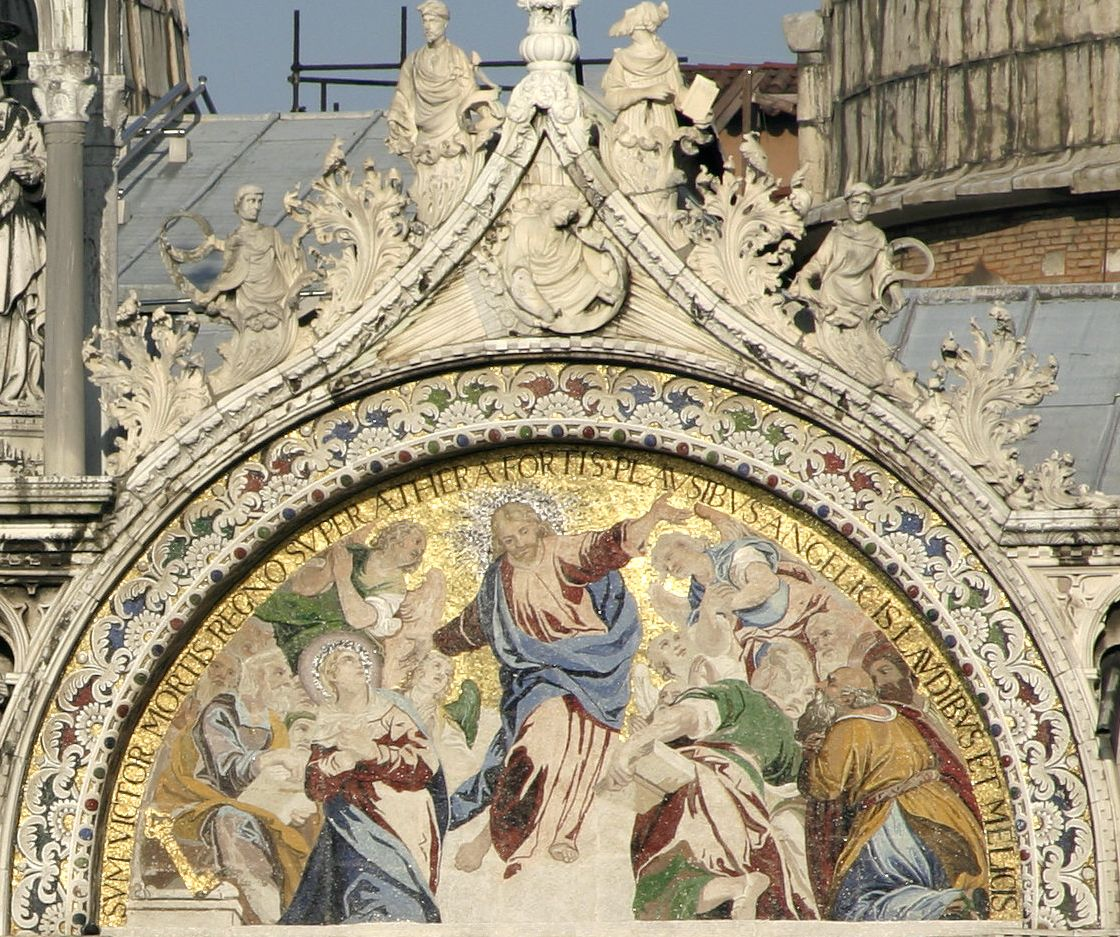
A főhomlokzat felső részének negyedik lunettája: Mennybemenetel

Az alsó szinten a főkapu fölötti félköríven az Utolsó ítéletet, a homlokzat másik négy boltívén jobbról balra Szent Márk testének hazahozatalát ábrázolták négy jelenetben. A homlokzat burkolásakor néhány domborművet is elhelyeztek a falon. A főbejárat mellett kétoldalt Szent György és Szent Demeter alakja áll, a két szélső bejárat mellett két ismeretlen korú, Héraklész hőstetteit ábrázoló dombormű kapott helyet. Középen az Utolsó ítélet mozaikját Liborio Salandri készítette 1836 és 1838 között Lattanzio Querena vázlata alapján. A főkapu 10. századi ajtószárnyai Konstantinápolyból származnak. Fölötte a 13. században három domborművekkel díszített ívet alakítottak ki. Ezek az ívek az itáliai román kori szobrászat egyik legszebb alkotásai. Egyes kutatók szerint Benedetto Antelami műhelyében készültek. A domborműveken a föld, a tenger, az állatok alakjai mellett a hónapokat, a csillagjegyeket, az emberi életszakaszokat, és a erényeket ábrázolták. Ezenkívül bemutatták a Velencében folytatott legelterjedtebb tevékenységeket is, a hajóépítést a kereskedelmet, a halászatot stb.
Jobbról az első kapu (amely jelenleg a Zen-kápolna ablaka) mozaikjai a boltíven: Szent Márk holttestét kilopják alexandriai sírjából, s kötélen engedik le. A lunettában: Szaracén (muszlim) őrök a holttestre helyezett disznóhús miatt nem nézik meg a testet rejtő kosarat. A mozaikokat 1674-ben fejezték be s Della Vecchia néven ismert Pietro Mutiono vázlatai alapján. Az eredeti rajzokat jelenleg a Cannaregio városnegyedben lévő Sant'Alvise-templomban őrzik.
A második kapu mozaikjai is a 17. században készültek, a boltív egyik oldalán: Szent Márk holttestét a hajón vitorlavászonba burkolják és az alexandriaiak a tengerpartra gyűlnek. A boltív túloldalán: Szent Márk holttestét a klérus a Dózsepalotába kíséri. A lunettában: Szent Márk holtteste Velencébe érkezik, ahol ünnepélyesen fogadják.
A történet a főkaput kihagyva a negyedik kapun folytatódik, a boltíven kétoldalt: A velencei nép és egy férfi aki a dózse zsámolyát tartja. A lunettában: a dózse fogadja Szent Márk holttestét és tisztelettel adózik a szentnek. A római Leopoldo dal Pozzo 1729-ben fejezte be a mozaikokat, Sebastiano Ricci eredeti rajzait jelenleg a Dózsepalotában őrzik.
Az ötödik, Szent Alipius-kapu fölötti lunettában látható a templom egyik leghíresebb, 1270 és 1275 között készült mozaikja, a Szent Márk testét a bazilikába viszik. Ez az egyetlen mozaik, amely a templom homlokzatának eredeti díszítéséből megmaradt. A képen látható templom valójában a bazilika 13. századi állapotát mutatja, a jobb oldalon Lorenzo Tiepolo dózse áll. A homlokzat eredeti díszítéséről Gentile Bellini 1496-ban készült, a Galleria dell'Accademiában őrzött festménye alapján alkothatunk képet. A bronzkapu a velencei Bertuccio munkája a 14. századból. Az architrávokon a domborművek egy része a 11. vagy a 12. századból való és Krisztus életéből mutatnak be jeleneteket.

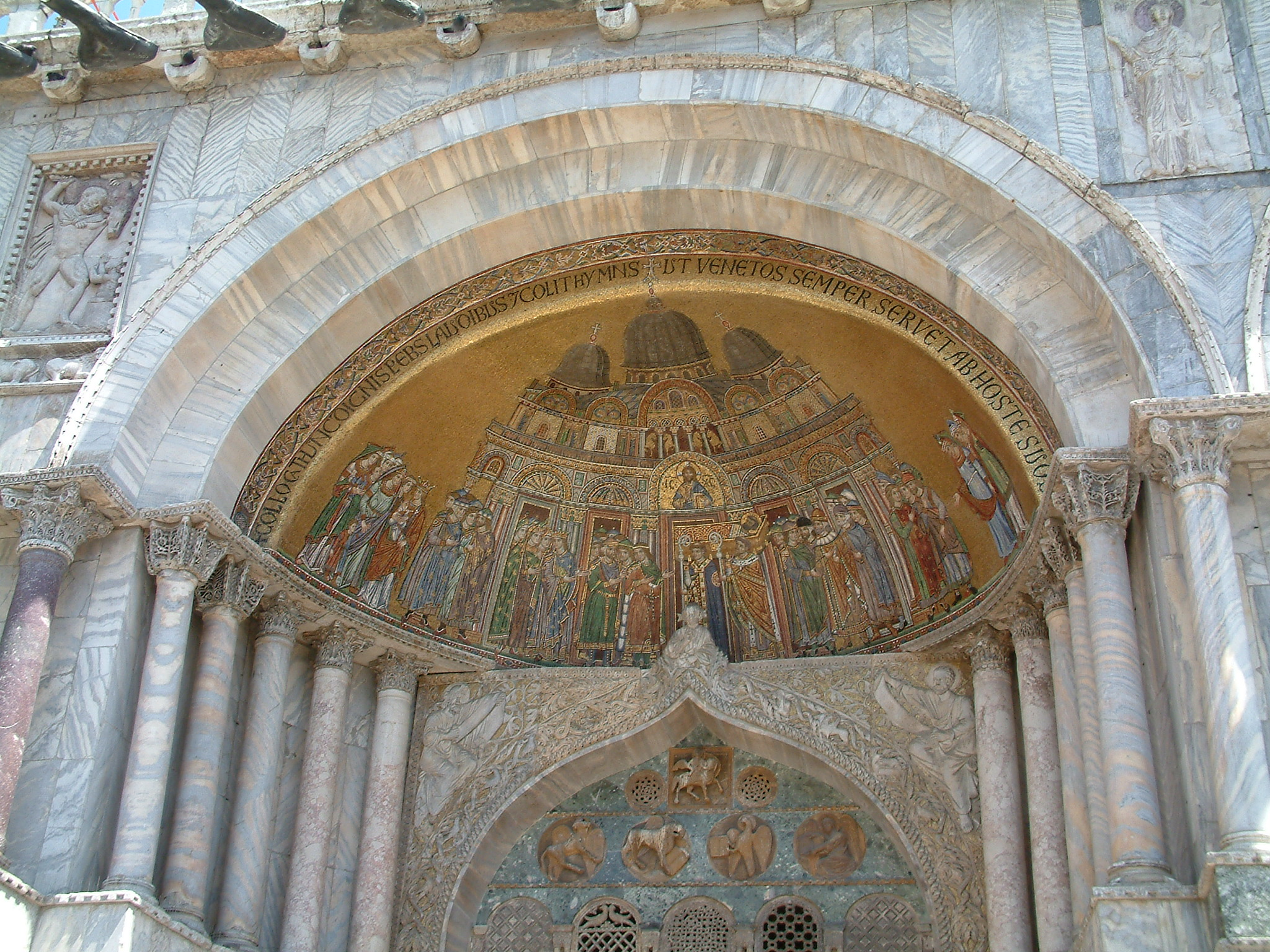
A főhomlokzat alsó részének ötödik íve
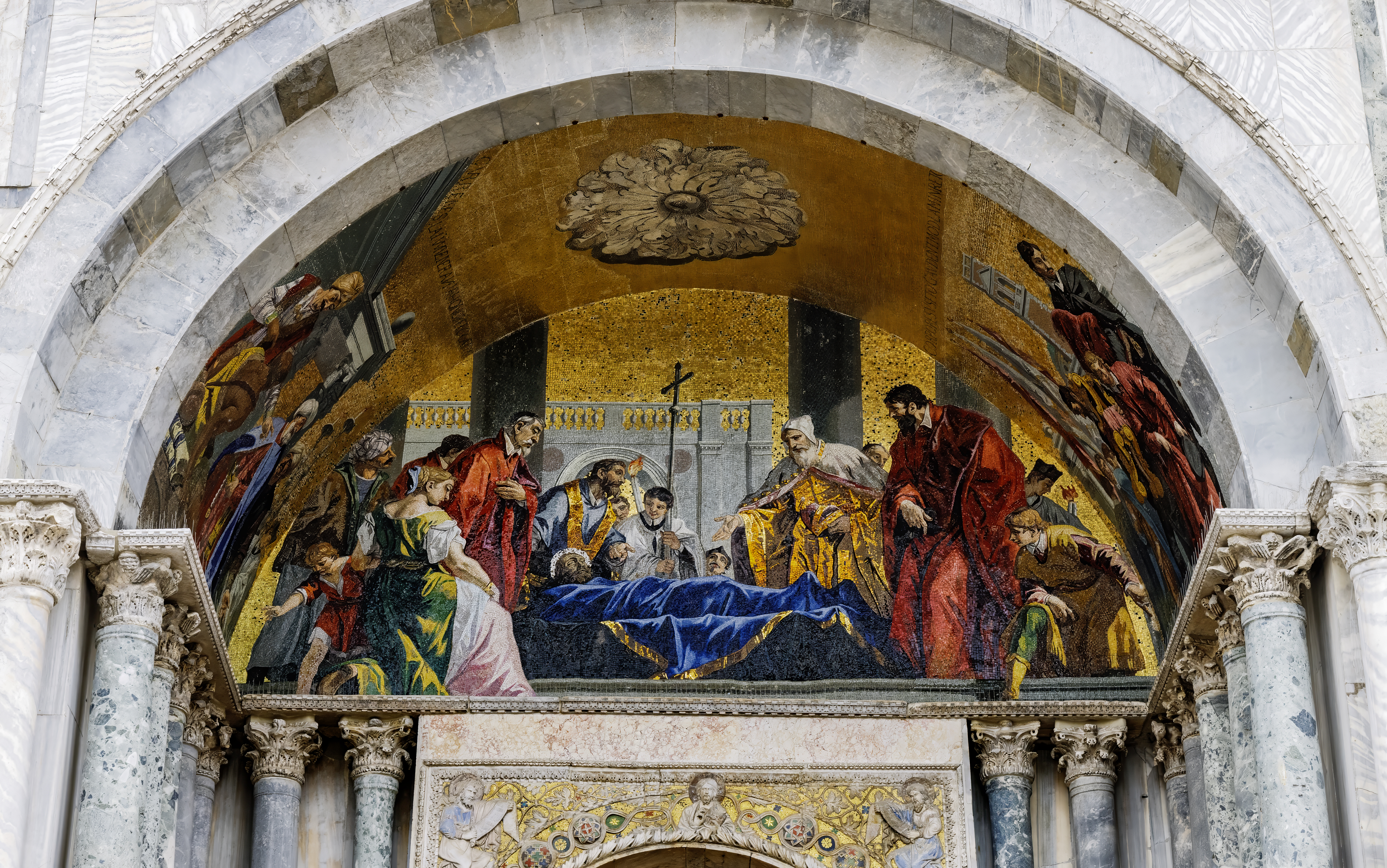
A főhomlokzat alsó részének negyedik íve
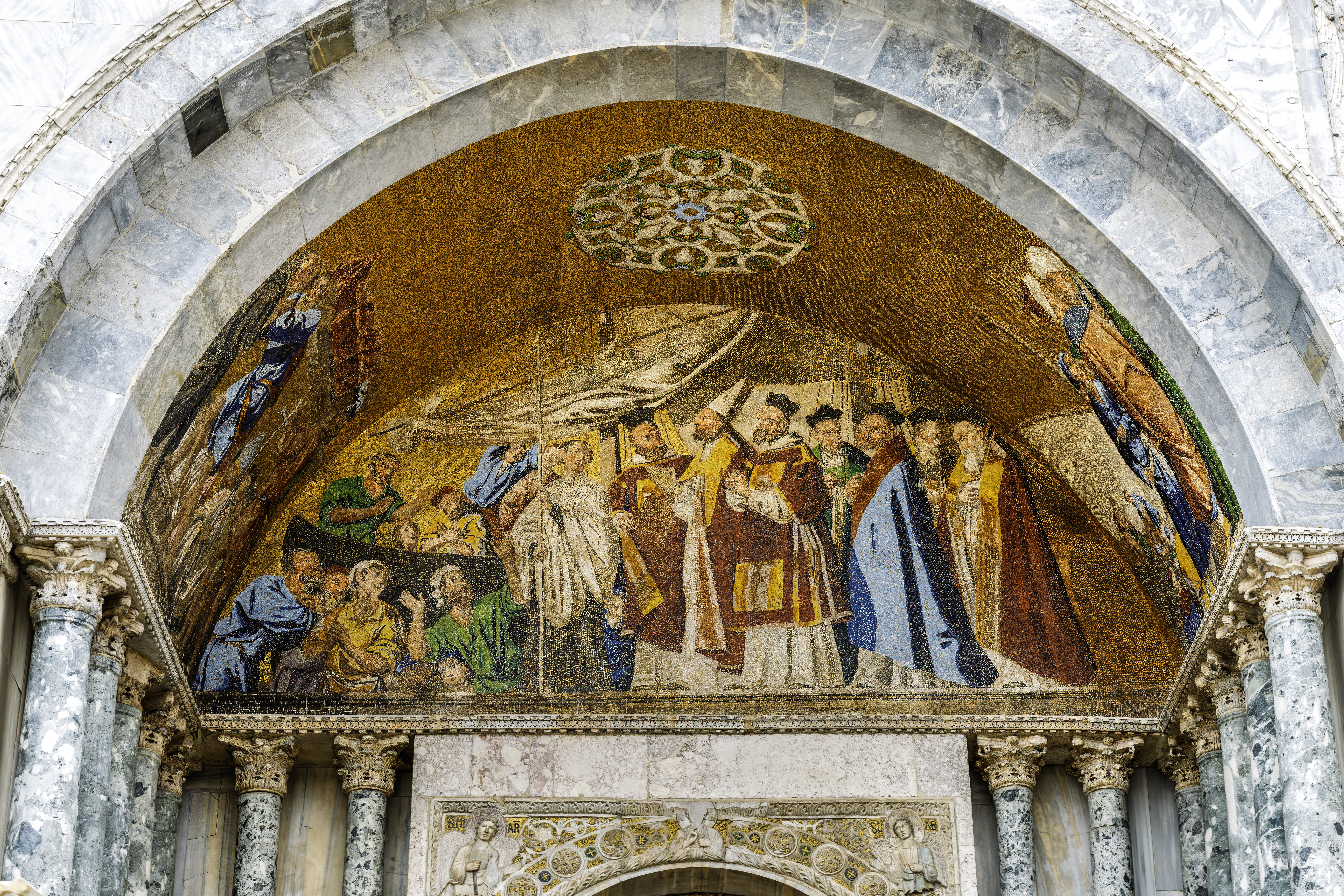
A főhomlokzat alsó részének második íve
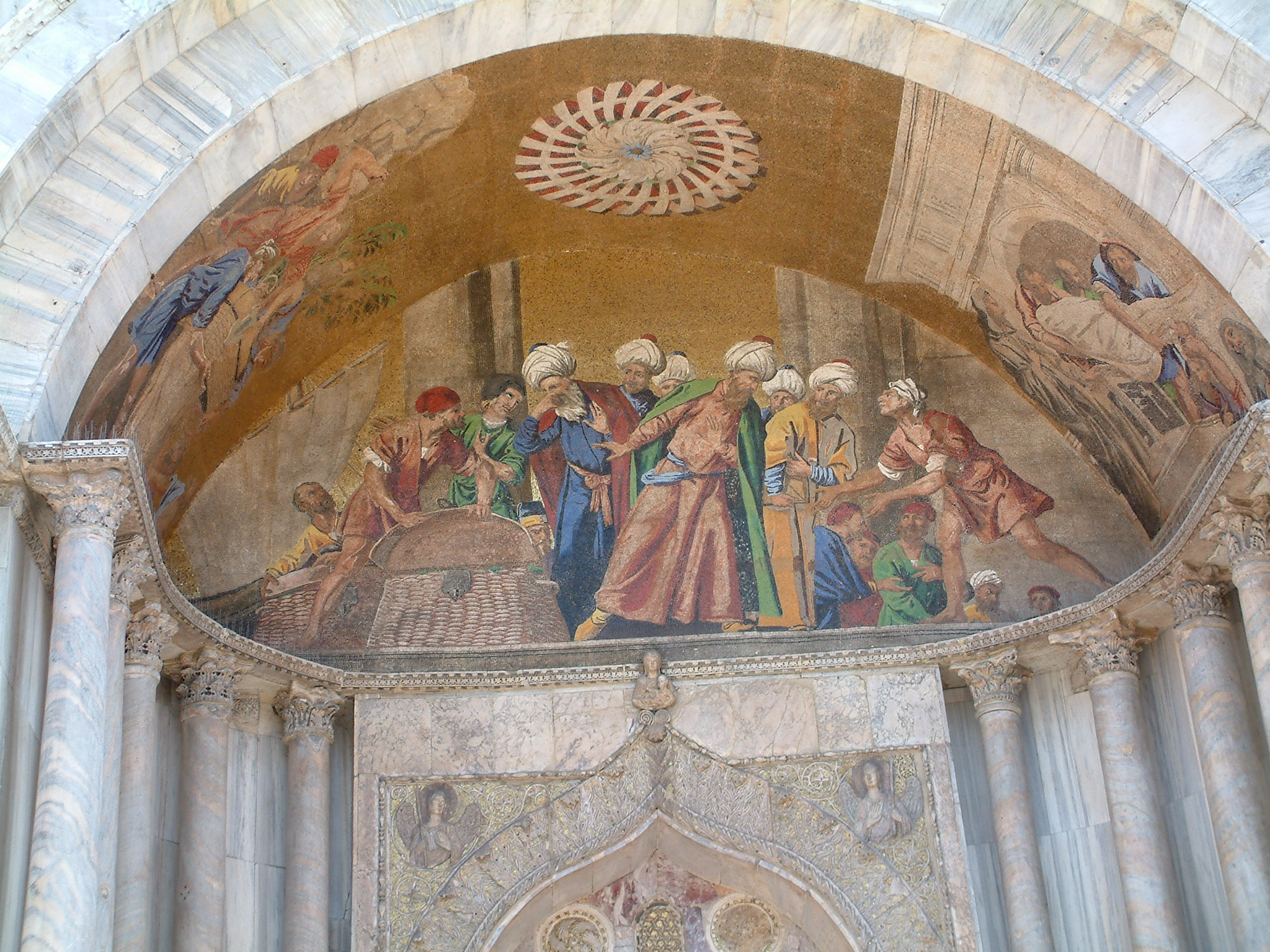
A főhomlokzat alsó részének első íve

## A déli és az északi homlokzat

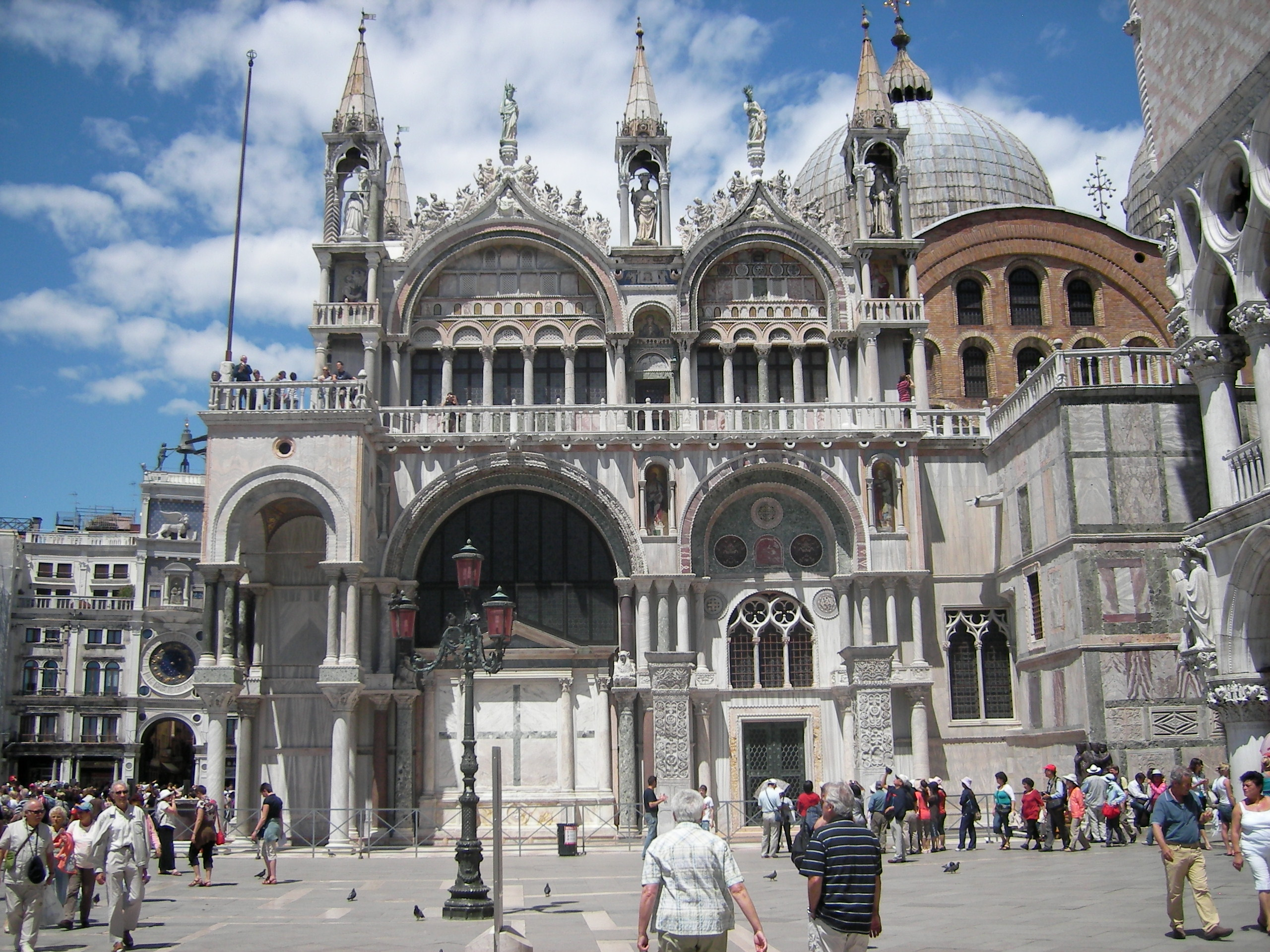
A déli homlokzat, a Piazzetta felől

A déli homlokzatot, amely a Piazzettára néz 1865 és 1875 között átépítették. A bal oldali kis portikusz a teraszt támasztja alá. Utána következik a Zen-kápolna oldalfala, amely eredetileg a Porta da Màr (tengeri kapu) volt. A középkorban a Piazzetta nagy része egyfajta belső öbölként funkcionált, így a hajókról a Porta da Màron keresztül majdnem közvetlenül a templomba lehetett lépni. A kapu fölötti ívre faragott domborművek a 13. századból valók, ez is bizonyítja a Porta da Màr jelentőségét. A következő kapu a keresztelőkápolna oldalbejárata. A bejárat elé helyezték el 1258 után a 6. századi úgynevezett akriszi pilléreket. Az oszlopok hadizsákmányként kerültek Velencébe, miután 1258-ban győzelmet arattak a genovaiak fölött. Eredetileg vagy a konstantinápolyi Szent Polüeoktosz-templomban vagy a Szíriai Akriszban álltak.
A kincstár sarkához helyezték el a 4. században készült híres Tetrarchák szoborcsoportot. A szobrok anyaga az Egyiptomból származó, nehezen megmunkálható porfir. A szobrok eredetileg egy legalább nyolcméteres oszlop talapzatát képezték. A két római társcsászárt ábrázolják, ahogy alcsászárukat ölelik át. A négy társuralkodó fejfedőt, páncélt, és díszes kardot visel. A gótikus oromzat szobrai a 15. században készültek, a félkörívek csúcsán az Állhatatosság és az Igazság, a baldachinok alatt Remete Szent Antal és Remete Szent Pál alakjával. A két felső ív közötti fülkében lévő Madonna-ábrázolás a 13. századból való bizánci stílusú mozaik.
A Piazzetta dei Leoncinira néző északi homlokzat kevésbé díszes kialakítású, mint a másik kettő, de domborművei figyelemre méltóak. Valószínűleg ez a homlokzat készült el utoljára, díszítéséhez felhasználták az első két templomból fennmaradt töredékeket is. Az első ív lunettájában lévő dombormű a Paradicsom két fáját ábrázolja tizenkét báránnyal. Négy sarkához helyezett kisméretű, kör alakú, a 13. századból való domborműveken a négy evangélista látható. A felső szinten a gótikus oromzat négy, 15. században készült szobra, Niccolo Lamberti alkotása a Könyörületességet, a Hitet, a Mértékletességet és a Bölcsességet szimbolizálja. A baldachinok alatt négy egyházatya Nagy Szent Gergely, Szent Ambrus, Szent Ágoston és Szent Jeromos alakja kapott helyet. A bejárat, a Porta dei Fiori fölött egy 12. századi domborművön Jézus születése, fölötte két íven angyalok és próféták domborműves alakjai láthatók.

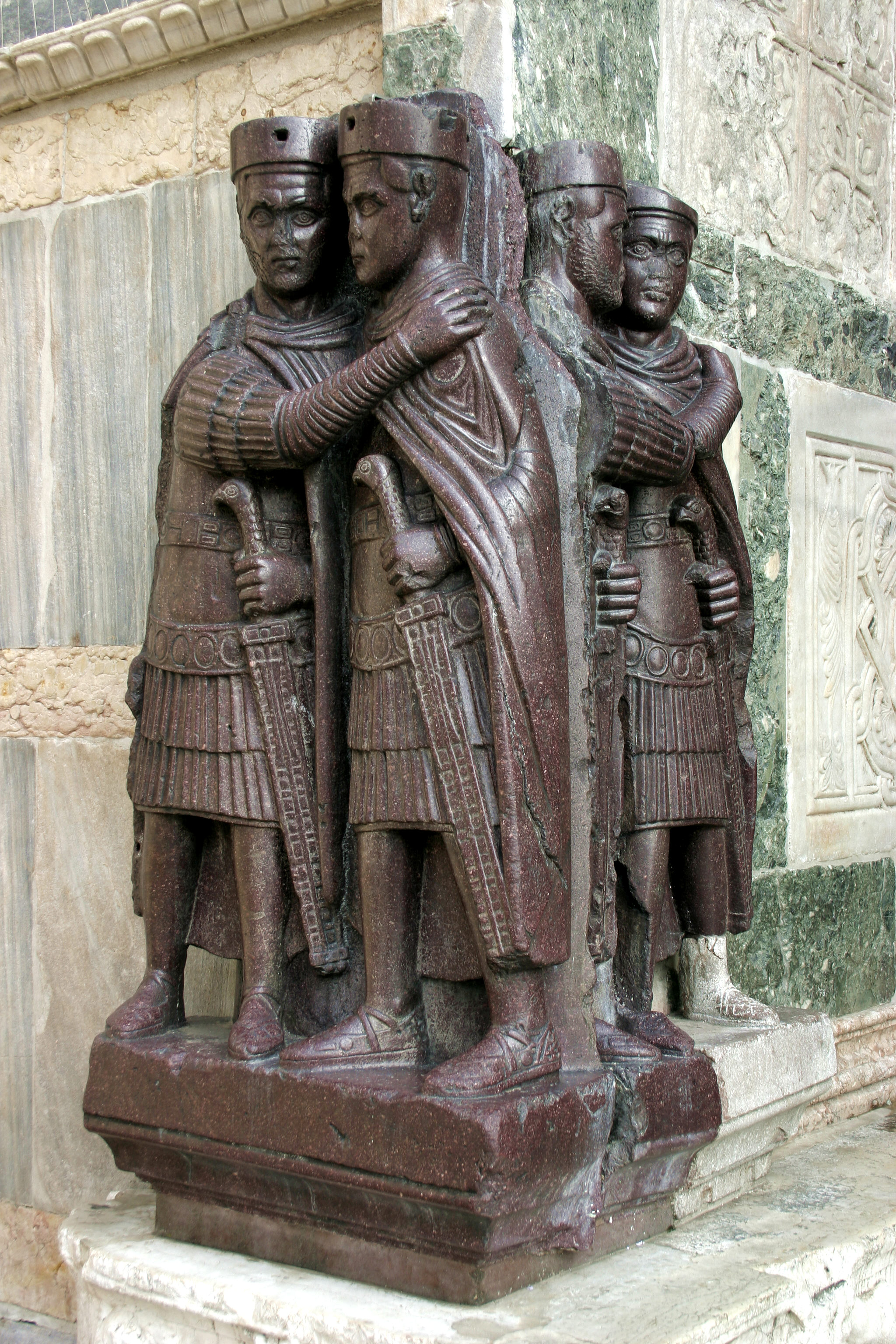
A tetrarchák
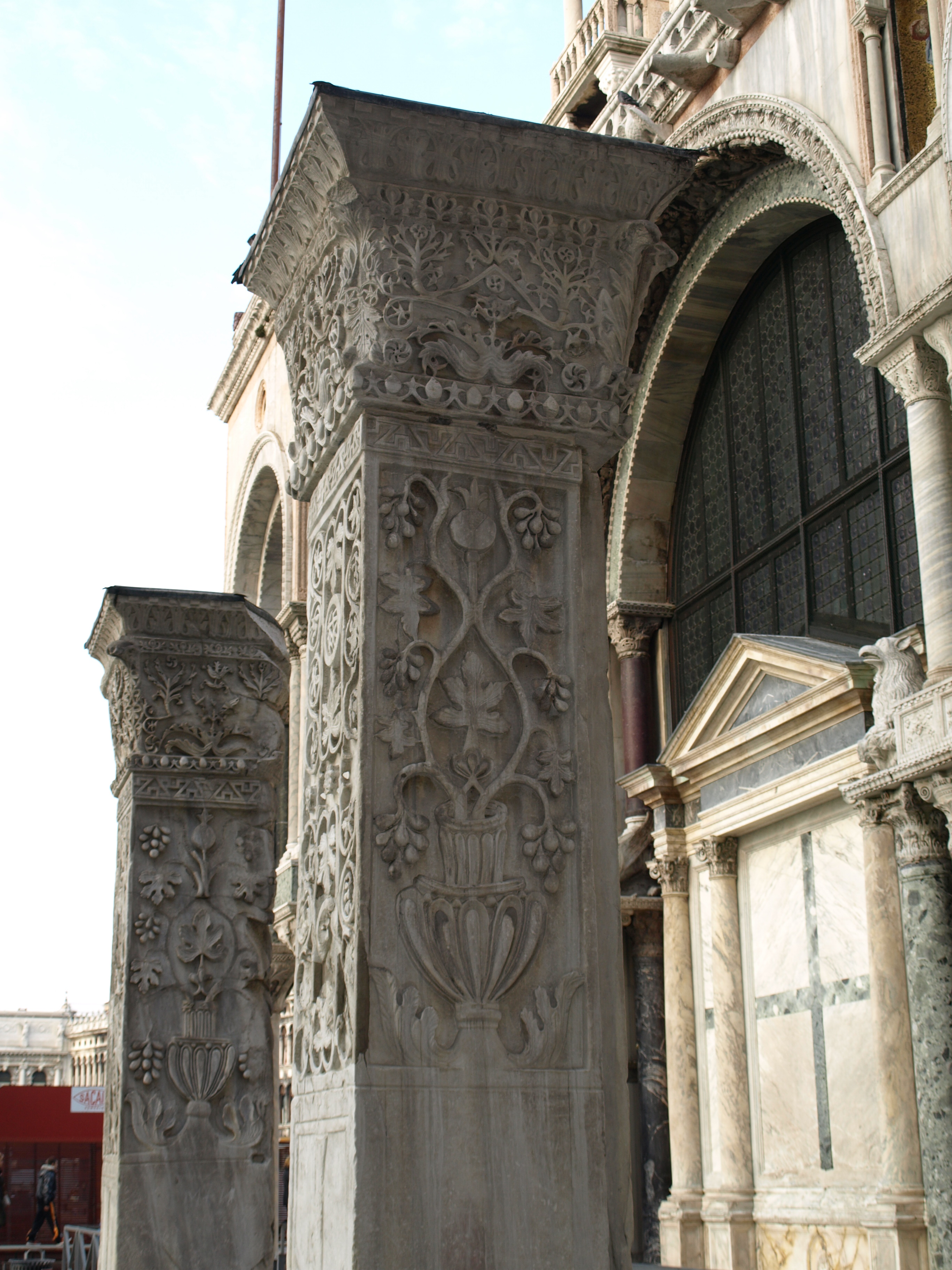
Az akriszi pillérek a déli homlokzat előtt
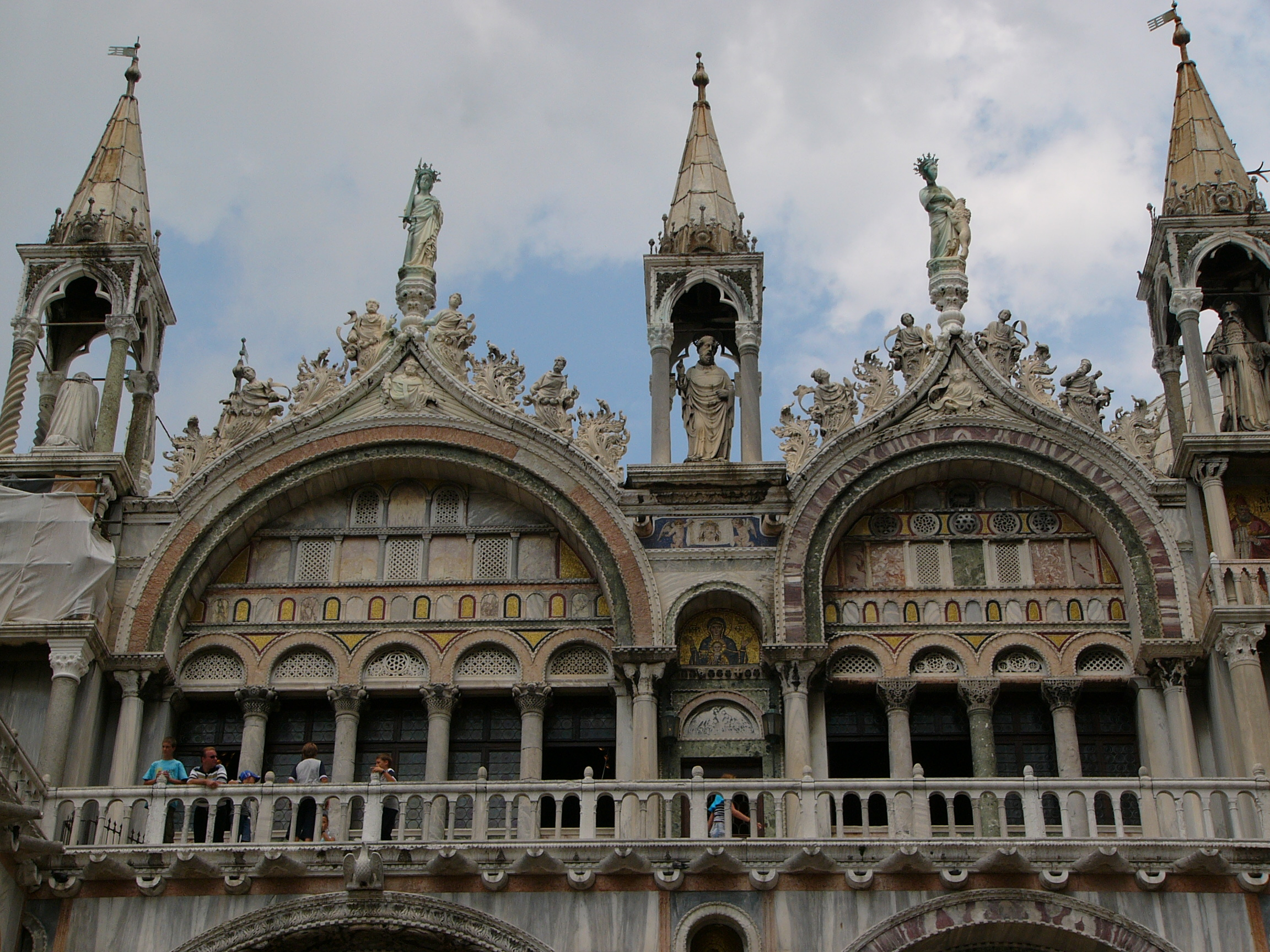
A déli homlokzat részlete
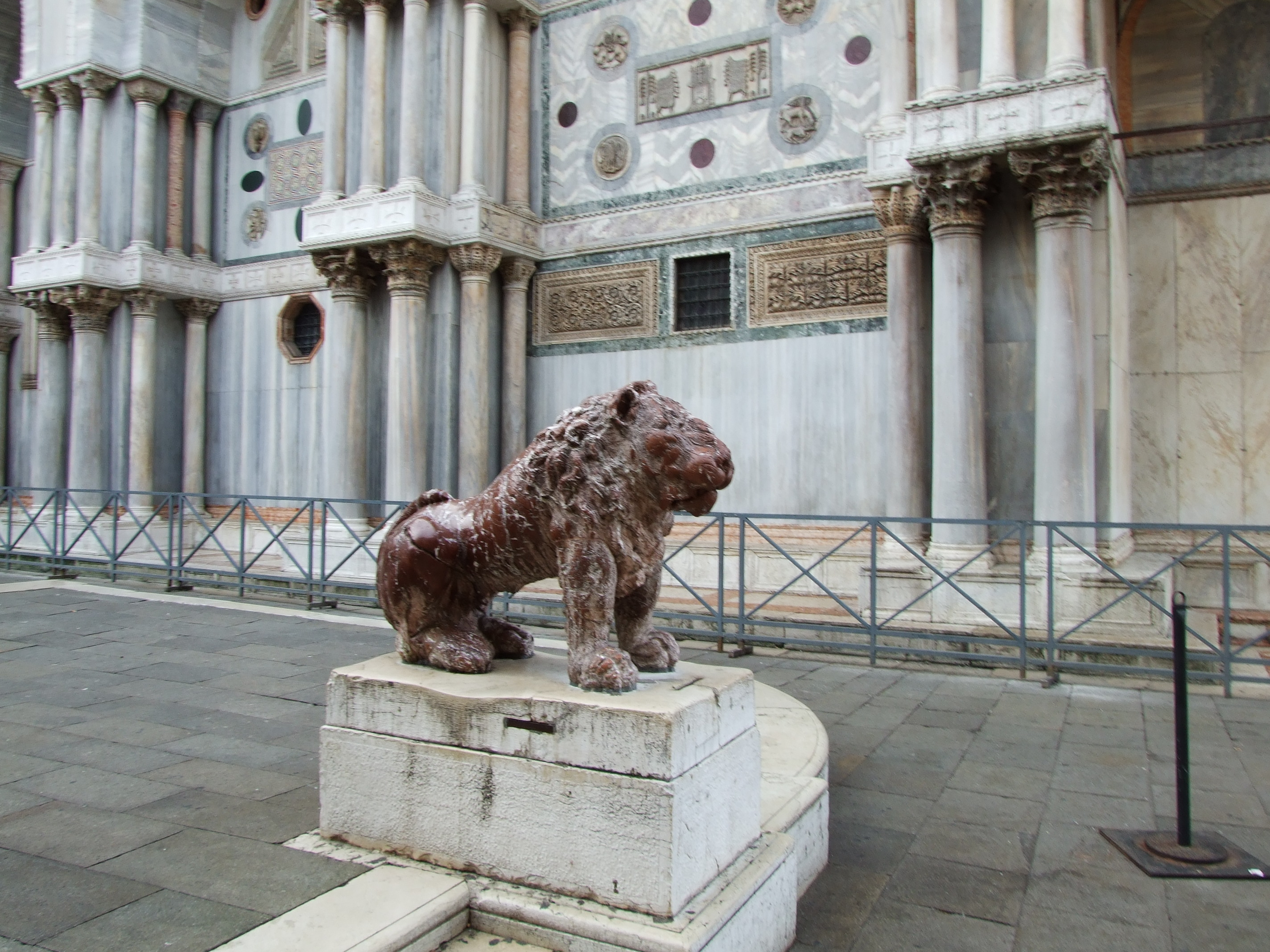
Az északi homlokzat részlete a Piazzetta dei Leoncini felől

## Az előcsarnok

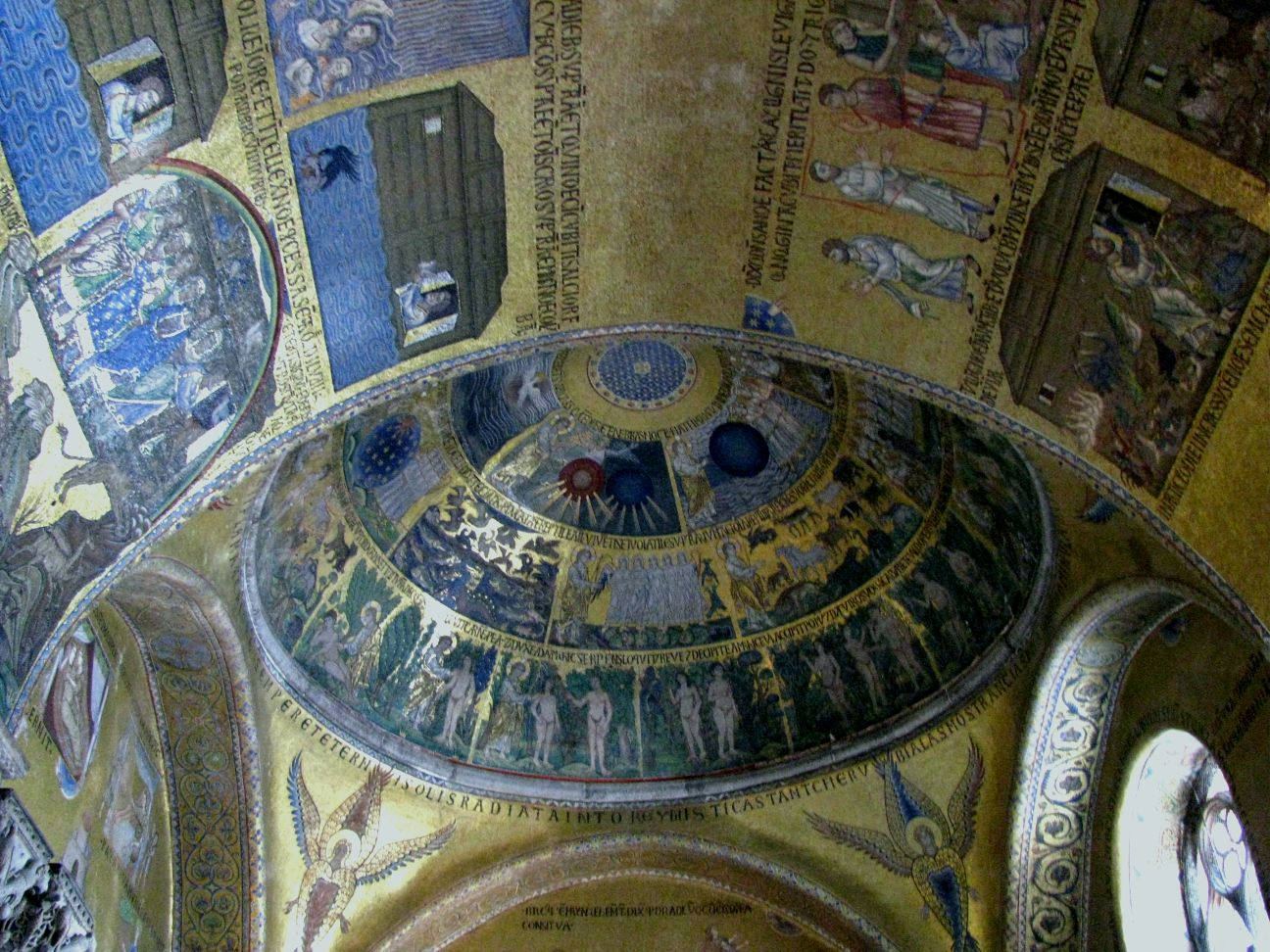
Az előcsarnok, a Teremtés kupolája és Noé történetének részletei

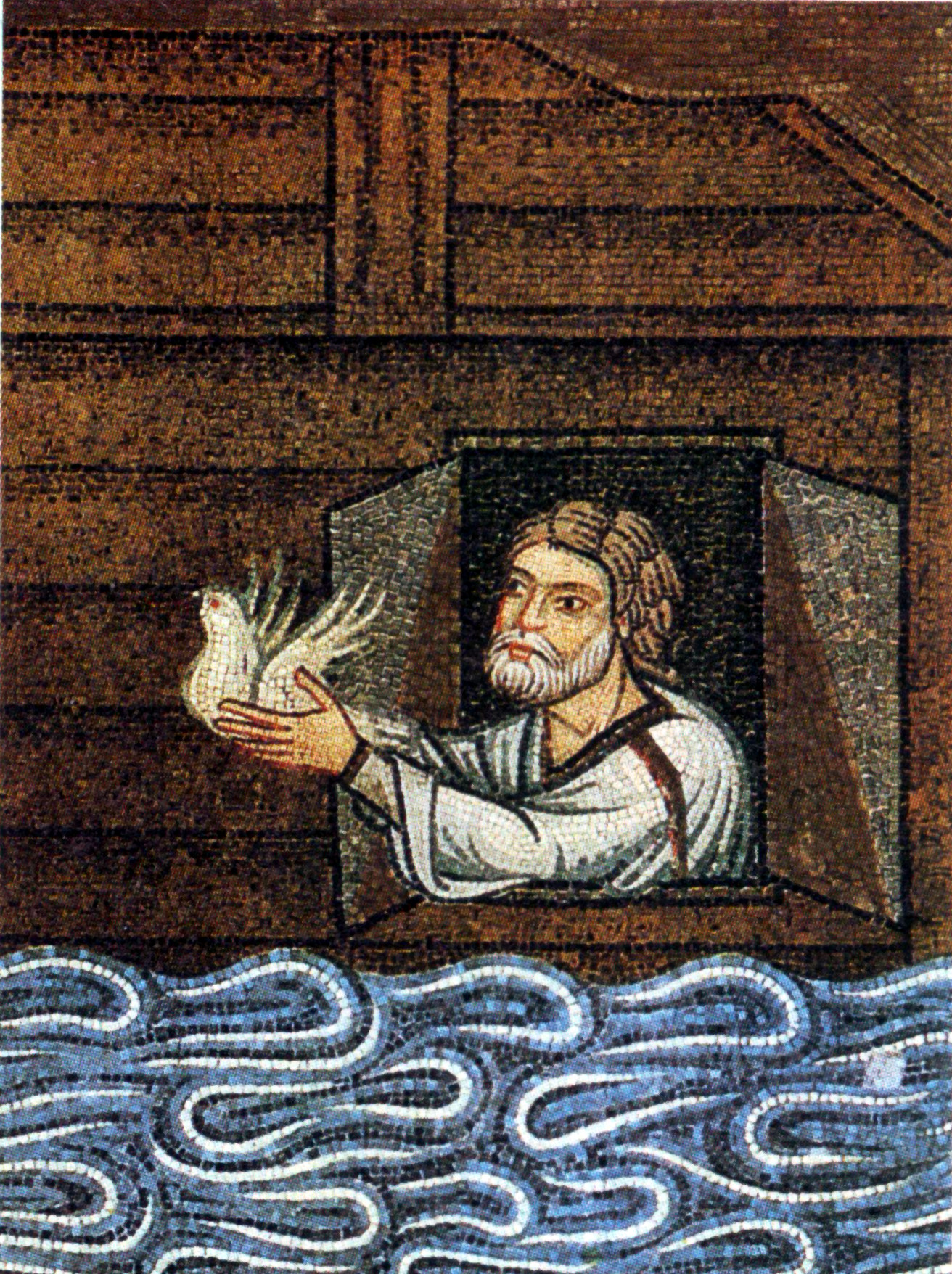
Noé elengedi a galambot a bárkáról

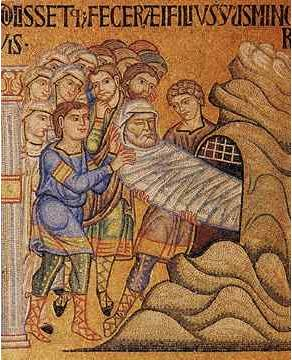
Noé temetése

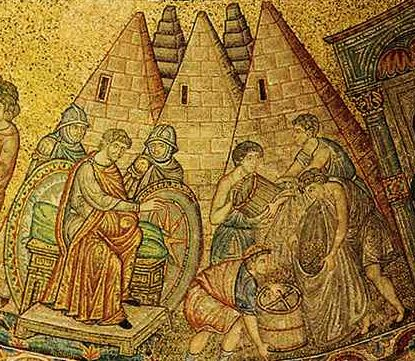
József élelmet oszt

A templom előcsarnoka eredetileg mindhárom homlokzat mögött elhelyezkedő U alakú épületrész volt, majd a Keresztelőkápolna és a Zen-kápolna kialakításakor a déli homlokzat mögötti részt leválasztották róla. Az északi kereszthajóba vezető részét az 1117-es földrengés után, főhajóba vezetőt a 13. század első felében építették. A falakat színes márványal borították, a bejáratok mellé oszlopokat helyeztek el, a kupolák, a boltívek és a lunetták teljes felületét mozaikokkal díszítették. A templom minden bejárata előtt egy kisméretű belső kupolát alakítottak ki, ezek jobbról végig az L alakú előcsarnokon: a Teremtés kupolája, Ábrahám kupolája, József I. II. és III. kupolája és Mózes kupolája. Néhány javítástól és kisebb kiegészítéstől eltekintve a mozaikok a bazilika eredeti díszítéséhez tartoznak, velencei mesterek munkái a 13. századból.
A mozaikokon a bizánci stílus erőteljesen keveredik a román stílus hatásával. A díszítést a Teremtés kupolájával kezdték, majd fokozatosan haladva Mózes kupolájával fejezték be. A kupolákat elválasztó félköríveket Noé és az Özönvíz történetével, ezenkívül Szent Geminiano (Tiziano vagy Lorenzo Lotto tervei alapján), Szent Katalin (Lorenzo Lotto), Szent Alipio, Szent Simeon, Szent Kristóf, Szent Szilveszter, Szent Ágnes, Szent Katalin, a Remény a Könyörületesség és az Igazság alakjaival díszítették. A főbejárat fölötti félköríven a Kereszt felmagasztalása, a Paradicsom és a Pokol ábrázolása látható Jacopo Tintoretto, Maffeo da Verona és Aliense rajzai alapján. A félkörív alatti falak jelenetei a Lázár feltámasztása, Keresztrefeszítés, Levétel a keresztről és Mária halála Il Pordenone tervei alapján a 16. században készültek. A középső kapu fölötti félkupolát a papi ornátusba öltözött Szent Márk arany háttér előtt álló figurája díszíti. A mozaikot Tiziano vázlata alapján 1545-ben készítették. Az alatta lévő sávban a Madonna, nyolc apostol és a négy evangelista alakja kapott helyet. A görög mesterek által készített mozaikok a legrégebbiek közé tartoznak, a 11. és a 12. század fordulójáról származnak.
Az ajtó anyaga egy rézhez hasonló ötvözet, az ezüsttel befuttatott ajtószárnyakon angyalok prófétákat és apostolokat ábrázoltak. Szent Márk alakja előtt a kapu adományozója az 1112 körül élt Leon da Milin térdel. A kapu kétoldalán négy-négy márványoszlop áll bizánci stílusú oszlopfőkkel a 11. századból. Az előtér fülkéiben Vitale Falier (1096), I. Vitale Michiel (1102), Marino Morosini (1253) és Bartolomeo Gradenigo (1342) síremlékeit helyezték el. Az északi kereszthajóba vezető ajtó fölött a templom egy késői, 1839 és 1840 között készült mozaikja a Tónoló Madonna a Gyermekkel, Keresztelő Szent Jánossal és Szent Márkkal Giovanni Moro munkája. A padlón egy rombusz alakú fehér márvány jelzi a helyet, ahol Barbarossa Frigyes császár Sebastian Ziani dózse jelenlétében letérdelt III. Sándor pápa előtt. A főbejárat előtti tér mennyezete nyitott úgynevezett Pozzo (kút), ahonnan látható az előcsarnok feletti kórust díszítő Utolsó ítélet mozaik.

### A Teremtés kupolája és Noé története
A bal oldalról első Szent Kelemen ajtó (a bizánci császár ajándéka a 11. századból ) előtti Teremtés kupoláját kezdték el legkorábban díszíteni, a mozaikok 1215 és 1225 között között készültek el. Három sávban ábrázolták a Teremtéstörténetet: Isten megteremti az eget, Isten megteremti a földet, A fény és a sötétség elválasztása, A szárazföld teremtése, A Nap és a Hold teremtése, A halak teremtése, A madarak teremtése, Az állatok teremtése, Ádám teremtése, Isten lelket ad Ádámnak majd megpihen, Isten Ádámnak adja a földi paradicsomot, Ádám nevet ad az állatoknak, Isten megteremti Évát, Isten bemutatja Évát Ádámnak, A kígyó megkísérti Évát, Bűnbeesés, Szégyen a bűnbeesés miatt, Isten magához rendeli Ádámot és Évát, Isten ítéletet mond a bűnösök felett, Isten felöltözteti Ádámot és Évát, Kiűzetés a Paradicsomból.
A csegelyeket négy kerub alakja foglalja el, a lunettában a Káin és Ábel történetét ábrázoló mozaikok egy részét restaurálták. A kupola melletti félkörívek a 13. század harmincas éveiben készültek el és tizenöt jelenetben mesélik el Noé és az özönvíz történetét: Az Úr megparancsolja Noénak, hogy építsen nagy bárkát, Noé a bárkára viszi a madarakat, Noé a bárkára viszi az állatokat, Noé a bárkára viszi a családját, Az özönvíz, Noé elengedi a hollót és a galambot a bárkáról, A galamb visszatér Noéhoz, csőrében az olajággal, Noé családjával együtt visszatér a szárazföldre, Noé áldozatot mutat be Istennek, Noé a szőlőskertben, Kám meglátja apját Noét meztelenül az ágyon, Kám odahívja testvéreit Sémet és Jáfetet Noé ágyához, Sém és Jáfet betakarják apjuk szemérmét, Noé elítéli Hámot, Noé temetése.

### Ábrahám kupolája
A Szent Péter ajtó előtt álló Ábrahám kupoláján a mozaikok 1230 és 1240 körül készültek el. A történet elemei egy sávban rendeződnek: Az Úr megparancsolja Ábrahámnak, hogy hagyja el az Úr városát, Izmael születése, Ábrahám körülmetéli Izmaelt és háznépe férfiait. A történet a San Pietro-kapu fölötti lunettában folytatódik: Ábrahám vendégül látja a három angyalt, Az angyalok megjövendölik fia születését, Izsák születése, Izsák körülmetélése. A csegelyeken a négy próféta Dániel, Jeremiás, Ezékiel és Ézsaiás alakja áll.

### József I. II. és III. kupolája
A három kupolán negyven jelenetben mesélik el József történetét. A negyedik kupola egy részét a 19. században restaurálták, egyes részleteket újra elkészítettek. A történet legfontosabb elemei: József álma, Józsefet kútba dobják testvérei, Józsefet becsapják testvérei, Józsefet eladják az egyiptomi kereskedőknek, Jákob kétségbeesik, amikor meglátja József véres köntösét, Jákob megsiratja halottnak hitt fiát, Józsefet eladják Putifárnak, József Putifár szolgálója lesz, Putifár felesége el akarja csábítani Józsefet, Putifárné megragadja József köpenyét, Putifárné megvádolja Józsefet, Józsefet börtönbe zárják. A fáraó börtönbe záratja pohárnokát és a fősütőmestert, József megfejti a pohárnok álmát. A történet a csegelyeken folytatódik: Az alvó fáraó, A fáraó álma, A felakasztott fősütőmester, A fáraó visszafogadja pohárnokát, A pohárnok beszél a fáraónak József álomfejtéséről, A lunettán József megfejti a fáraó álmát és megjövendöli a hét szűk esztendőt (Ez a mozaik a 17. században készült Pietro Vecchia rajzai alapján) József Egyiptom kormányzója lesz, József gabonát raktároz, Az egyiptomi éhínség, József gabonát oszt a népnek, József találkozik testvéreivel és börtönbe veti őket, József kiengedi testvéreit a börtönből, József üdvözli Benjámint.

### Mózes kupolája
A Porta dei Fiori tengelyében van az északi átrium utolsó kupolája az 1270 és 1280 között elkészült mozaikokkal, rajtuk Mózes történetével. A történet itt is a kupola melletti lunettában folytatódik. A jelenetek: Mózes megtalálása, Mózes megöl egy egyiptomit, aki rosszul bánik egy zsidó rabszolgával, Mózes kibékít két ellenségeskedő zsidót, Mózes segít a midianiták lányainak megitatni állataikat, Mózes megvédi a midianiták lányait a pásztoroktól, Mózest fogadja a midianiták papja, Mózes az égő csipkebokor előtt, A manna és a fürjek csodája, Mózes vizet fakaszt a sziklából. A lunettában az Átkelés a Vörös-tengeren jelenet a 17. században készült Pietro della Vecchia rajza alapján. A csegelyeken Salamon, Dávid, Zakariás és Malakiás alakjai kaptak helyet.

## A belső tér

### Az alsó szint

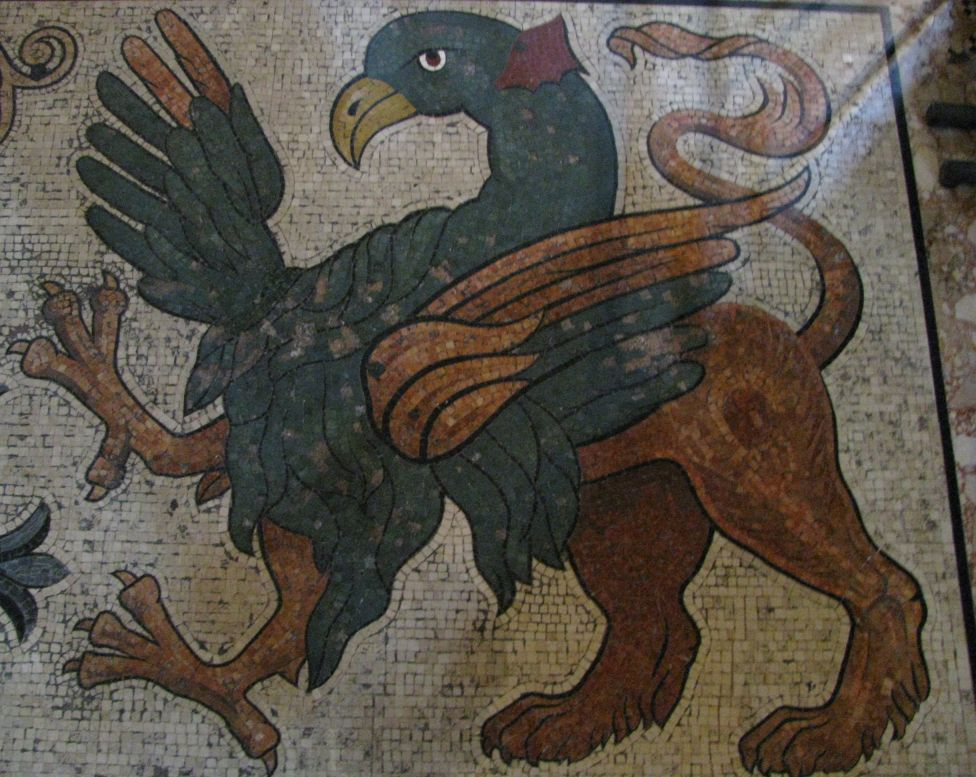
A mozaikpadló részlete

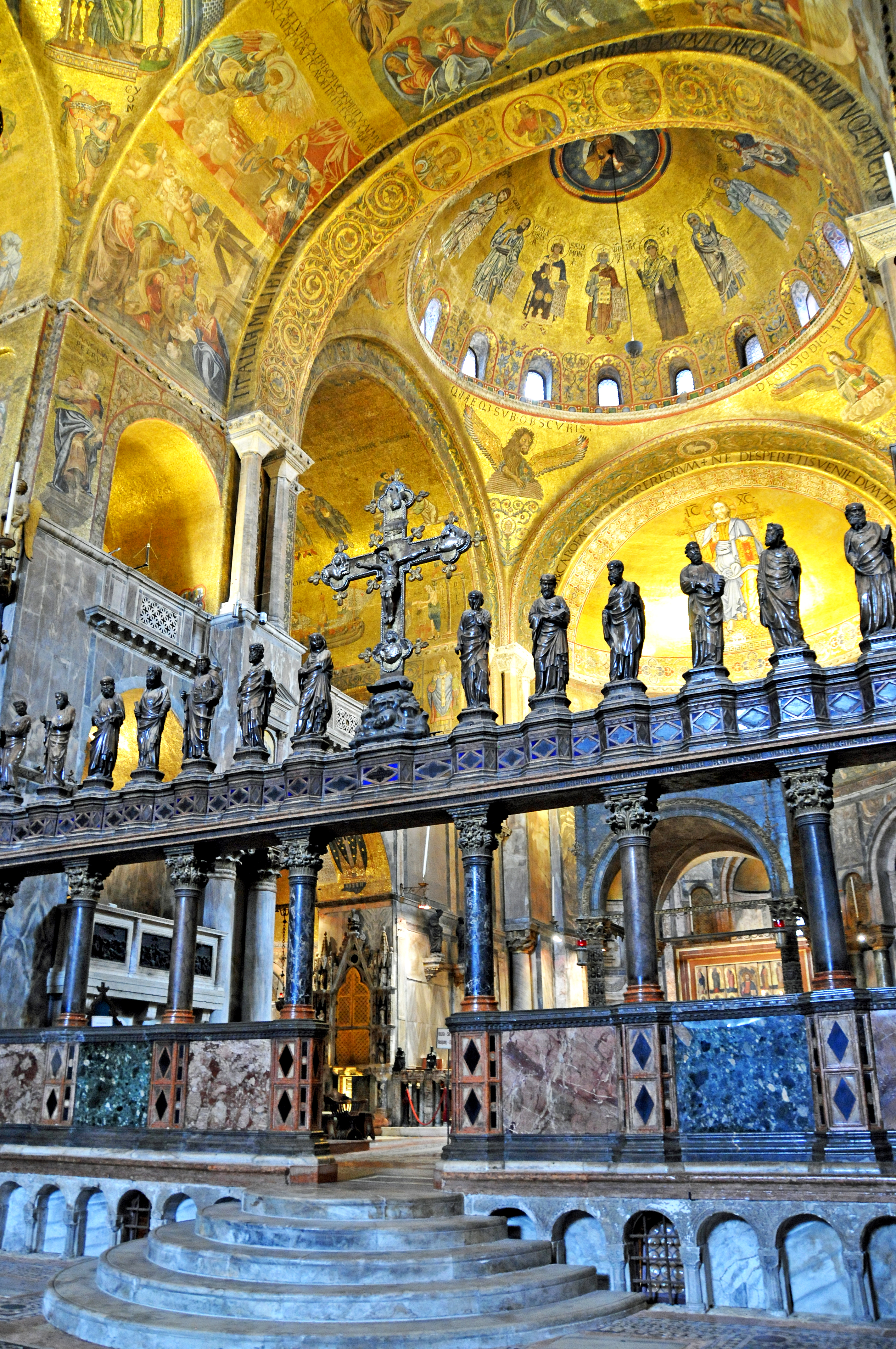
A szentélyt elválasztó ikonosztáz

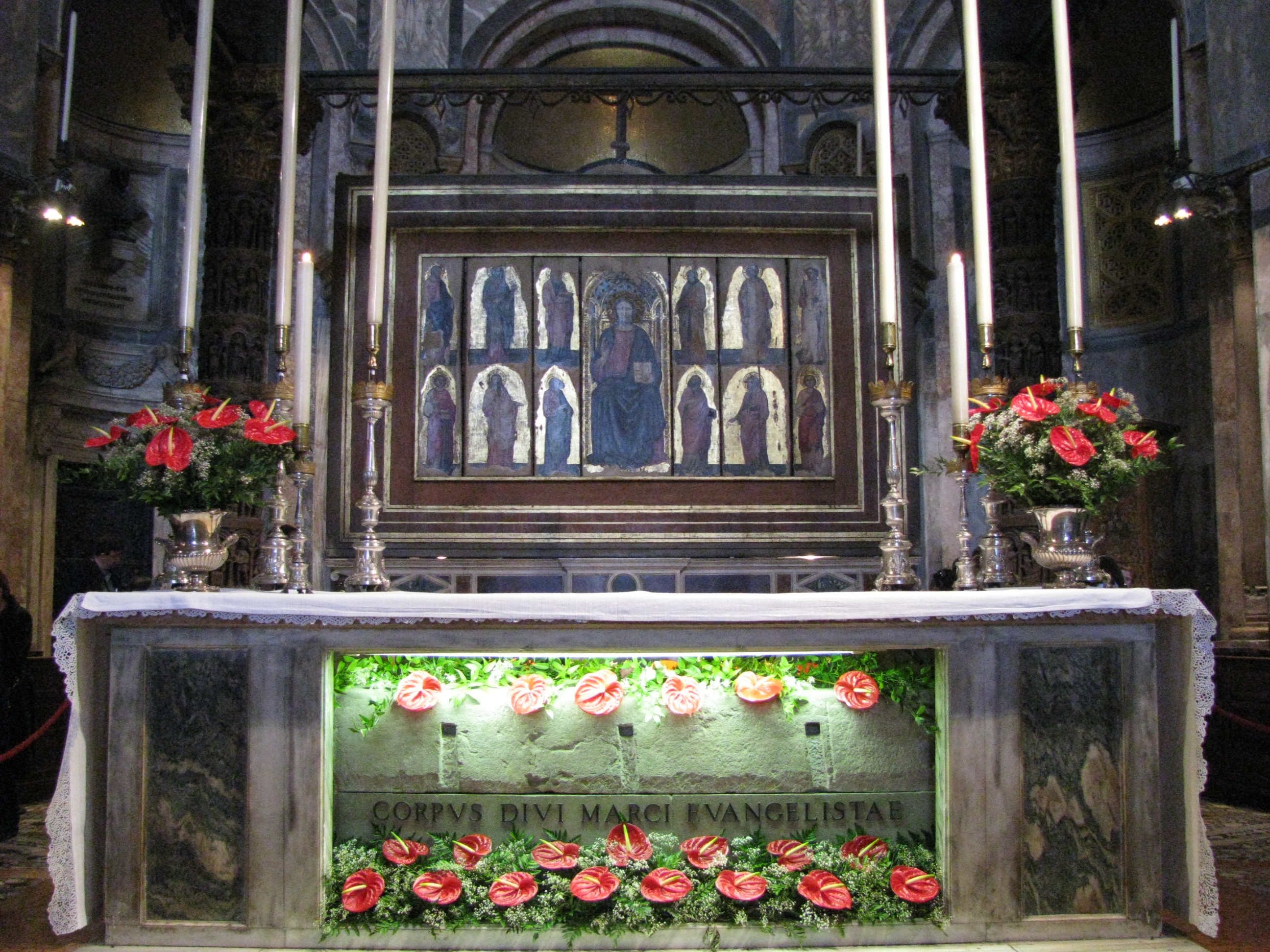
A főoltár

A templom alaprajza görögkereszt alakú, a főhajó kicsivel hosszabb, mint a kereszthajó. A két főtengely fölött kupoladobokon álló öt enyhén elliptikus kupolát építettek. Minden kupoladob egy tetrapülonon nyugszik, amelyet négy széles ívekkel összekötött pillér alkot. A megemelt szentélyt díszes ikonosztáz választja el a templom többi részétől. Az ikonosztáz mögötti épületrészt és a kereszthajó területét a dózsénak, a papságnak, a város előkelőinek és a vendégeknek tartották fenn, a város lakossága a főhajóban foglalt helyet.
A falak alsó részét márványburkolat fedi, felső részét, a kupolákat és az íveket arany hátterű mozaikokkal borították. A templom nagyrészt geometrikus díszítésű, helyenként állatalakokat és mitikus lényeket ábrázoló márványpadlója a 12. században készült. A folyamatos igénybevétel és a talaj egyenetlenségei miatt a padló egyes részeit folyamatosan javítani kellett. Az adriai térség északi részén évszázados hagyományai voltak a templomi padlók díszítésének, amelynek egyik kiemelkedő alkotása az aquileiai templomban látható. További jelentős művek készültek Gradóban, a pomposai bazilikában, a muranói Szent Donát-templomban, majd végül a Szent Márk-bazilikában. A padló borítása nagyrészt geometriai formákra vágott színes márványdarabokból készült, az egyes felületeket széles keretekkel választották el egymástól. A geometrikus minták szimbolikus jelentését eddig nem sikerült teljes egészében megfejteni, annyi bizonyosnak tűnik, hogy a vörös porfir Krisztus királyságát, a zöld márvány pedig egy jobb világba vetett reményt jelképezi. Néhány kép tervezését a kutatók Paolo Uccellónak tulajdonítják, aki a források szerint 1425-ben a városban tartózkodott és megbízásokat kapott a templom díszítésére. A padló egyes részein feltűnő állatalakok griffmadarakat, keveréklényeket, pávákat, sasokat, galambokat, tyúkokat és rókákat ábrázolnak.
A padló és a mozaikok közötti szinten a falakat teljes egészében márvánnyal borították, a hozzávaló alapanyag nagy része keletről származik. A templom belső terében több, mint ötszáz oszlopot helyeztek el, legnagyobb részük nem statikai, hanem díszítő funkciót lát el. Az oszlopokat általában párosával helyezték a falak mellé. Az oszlopfők kialakítása változatos, találunk közöttük korinthoszi, bizánci és gótikus oszlopfőket is. A főbejárattól jobbra egy szenteltvíztartó áll, darabjai több helyről származnak. Ezt követi a keresztelőkápolna díszes ajtaja, majd a kincstár bejárata, fölötte márványintarziával. A jobb oldali kereszthajóból nyílt az ajtó, amely közvetlenül a dózsepalotában vezetett.
A szentély mellett jobb oldalon építették meg a Szent Kelemen-kápolnát. A kápolna előtti architávon a Madonna és négy szent (Szent Krisztina, Szent Klára, Szent Katalin és Szent Ágnes) szobra Jacobello és Pier Paolo dalle Masegne munkája 1397-ből. Ezek a szobrok a főoltár előtt álló ikonosztáz folytatásának tekinthetők. A kápolnából egy ablak nyílik a szentélybe, ezen keresztül hallgatta a dózse a misét. A kápolna félkörívének Szent Kelement ábrázoló mozaikja a 12. században készült, az oltár reneszánsz szobrait Andrea Gritti dózse idejében faragták a 16. században.
A kápolna mellett nyílik a templom legfontosabb helyisége a megemelt szentélyrész a főoltárral. A szentély alatt alakították ki a kriptát Szent Márk földi maradványai számára. A szentélyben baloldalt és hátul foglaltak helyet a város előkelőségei és a magas rangú vendégek. Ülőhelyeiket Jacopo Sansovino bronz domborművekkel díszítette. A főoltár fölött antik, zöld márványból készült cibórium látható, amelyet négy keletről származó alabástrom oszlop tart, tetejükön 12. századi oszlopfőkkel. Az oszlopokon lapos domborműveken Jézus és Mária életéből ábrázoltak jeleneteket. Az oszlopokat eddig nem tudták pontosan datálni, egyes kutatók szerint a 6. századból származó bizánci munka, mások szerint 5. századi kopt mesterek készítették.
A főoltáron helyezték el a Pala d'Orot, az aranytáblát a középkori ötvösművészet egyik leghíresebb alkotását. A Pala d'Orót csak ünnepnapokon fordítják a főhajó felé, máskor csak hátlapja látható. Eredeti hátlapját a templom múzeumában őrzik, a többrészes táblán Krisztus, Mária, szentek alakjai, valamint jelenetek láthatók Szent Márk életéből. A tábla Paolo Veneziano és fiai, Luca és Giovanni 1345-ben készült műve, a velencei gótikus festészet egyik kiemelkedő alkotása.
A szentélyből nyílik a sekrestye bejáratara rajta Jacopo Sansovino a 16. század közepén készült domborműveivel. A sekrestyében található intarziás ruhásszekrényeket 1498 és 1500 között egy mantovai testvérpár Antonio és Paolo Mola készítette. Az intarziák nyolc jelenetet ábrázolnak Szent Márk életéből. A bal oldali falon nyíló ajtón keresztül közelíthető meg a Szent Tódor-kápolna, amelyet Gentile Bellini négy, 1464 és 1486 között készült olajfestmánye díszít, rajtuk Szent Márk, Szent Tódor, Szent Jeromos és Szent Ferenc alakjaival. A szentély előtt kétoldalt márvány szószékek állnak. A jobb oldali vörös márványból készült, és kilenc oszlop tartja. Ezt a helyet a dózse számára tartották fenn, aki különleges alkalmakkor innen mondott beszédet. A bal oldali kétszintes szószékról tartották a prédikációkat.
A szószékek között áll a szentélyt lerekesztő díszes ikonosztáz, Jacobello és Pier Paolo dalle Masegne 1394-ben szignált műve. Az ikonosztáz közepén felállított feszület Marco Benato munkája 1394-ből. A kereszt két oldalán álló Mária és Keresztelő Szent János, mellettük a tizenkét apostol alakja a velencei gótikus szobrászat egyik csúcspontjának tekinthető. A szentélytől balra építették meg a Szent Péter-kápolnát, előtte az architávon hasonlóan a Szent Kelemen-kápolnához a dalle Masegne testvérek szobrai állnak. Az oltár fölött Szent Péter bizánci stílusú mozaikképe kapott helyet.
A bal oldali kereszthajóban állították fel 1617-ben a Nikopeia (Győzedelmes) Madonna oltárát, rajta a híres 10. században készült ikonnal. A Nikopeia Madonna a Bizánci Birodalom patrónusa volt, de később Velencében is nagyon népszerűvé vált. Az ikont 1234 óta őrzik a templomban, keretét 1617 és 1618 között egy Antonio nevű ötvös készítette, aki a díszítéséhez drágaköveket és tizenhat a 11. századból származó zománcképet használt fel. A kereszthajóból nyílik a Zen- valamint a Mascoli-kápolna. A bal oldali mellékhajóban áll az úgynevezett Feszület-oltár, egy hatszög alaprajzú építmény. Hat afrikai eredetű márványoszlopon áll, az oszlopok tetején aranyozott bizánci fejezetekkel. Ezek egy többszínű márványgúlát tartanak, amelynek tetejére egy nagyméretű, keletről származó achátot helyeztek el. Az oltár fölötti feszület egy 13. században készült velencei táblakép.

### A felső szint

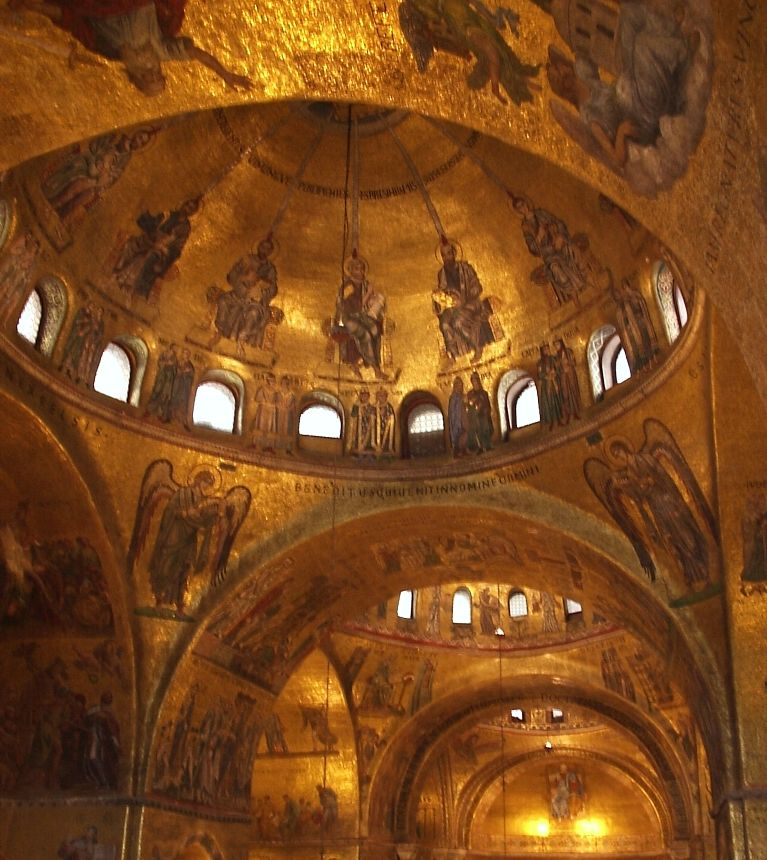
A Pünkösdi kupola

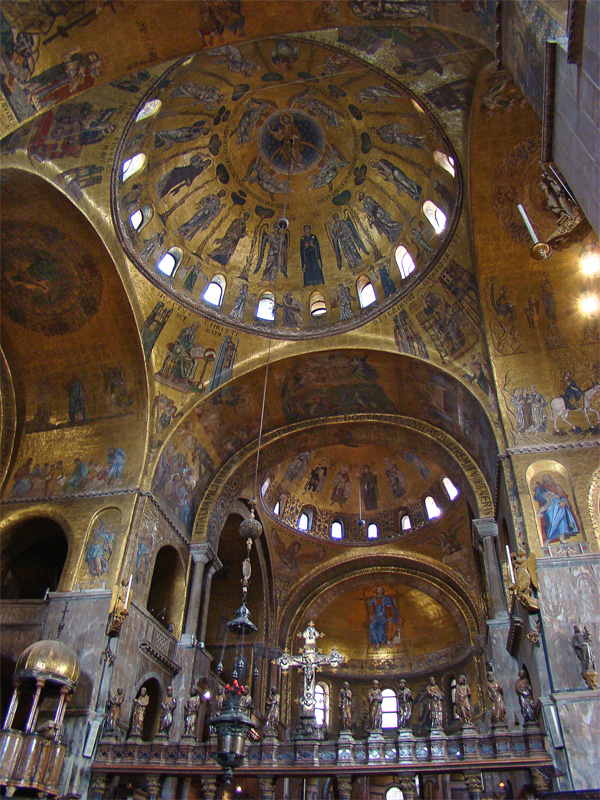
A Mennybemenetel-kupola

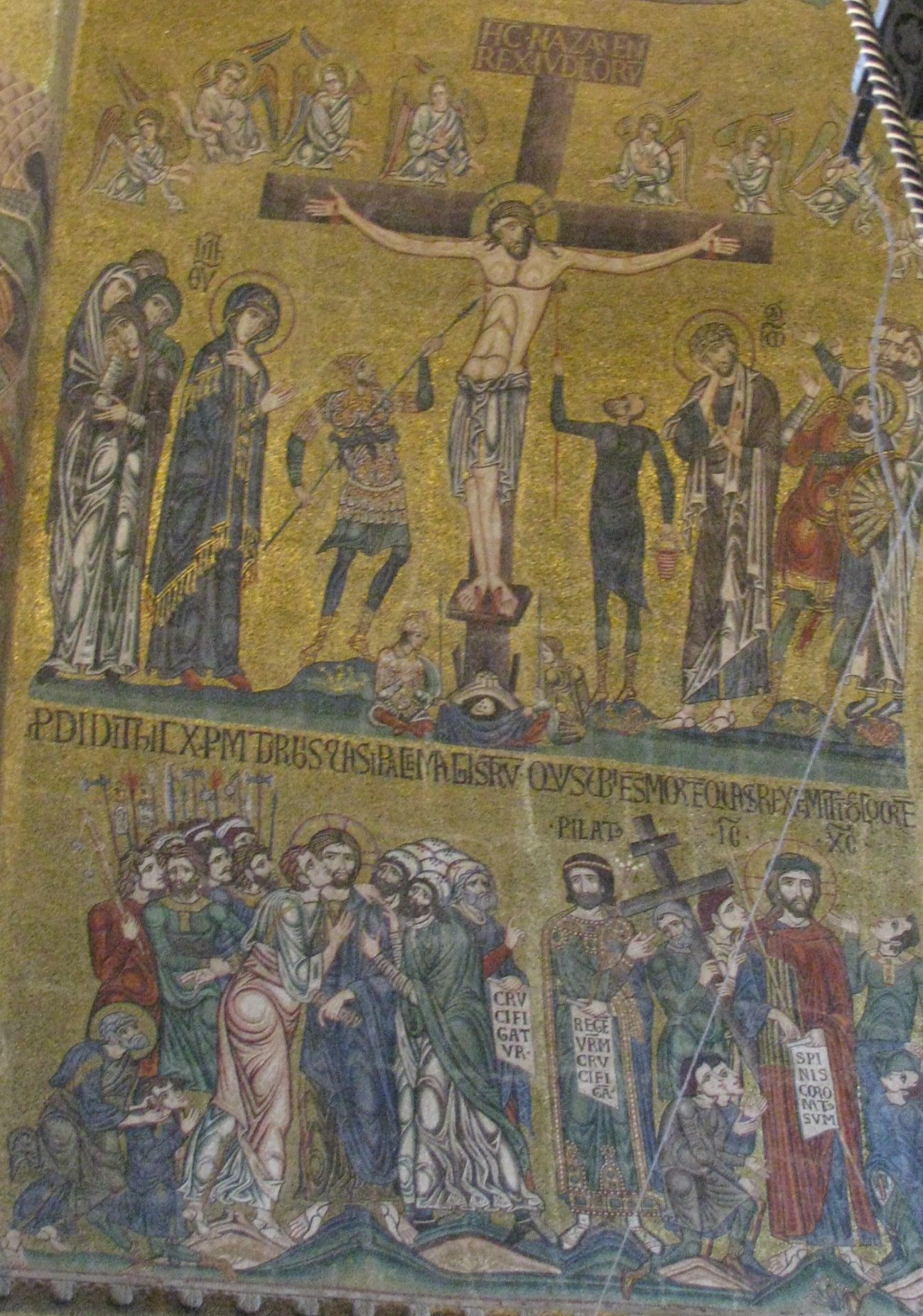
Keresztrefeszítés

A mozaikdíszítésen a 12. század közepén kezdtek el dolgozni. Az ikonográfiai program kidolgozója a hagyomány szerint Gioacchino da Fiore calabriai apáthoz köthető, aki a 12. század végén Velencében élt. Ennek ellentmond, hogy a század végén a mozaikok egy része már elkészült. A kutatók azt feltételezik, hogy a program kidolgozója egy ismeretlen velencei teológus lehetett a 12. század elején.
A főbejárat fölötti dongaboltozat egyik része az Apokalipszis ív, másik része a Paradicsom ív, ez utóbbi az előcsarnokból is látható az úgynevezett pozzón (kút) keresztül. Az íveket a 16. század végén és a 17. század elején készült mozaikok borítják. A képek egy részét 1870 után restaurálni kellett. A belső homlokzaton egy 13. századi jellegzetesen velencei deészisz-ábrázolás kapott helyet, a trónon ülő Krisztus Máriával és Szent Márkkal. A hagyományos ábrázolásokon Szent Márk alakja helyett mindig Keresztelő Szent János jelenik meg. A főbejárat utáni első, a Pünkösdi kupola mozaikjai a legkorábbiak közül való később egyes részeit kijavították. A mozaik közepén egy trónszéken a Szentlélek galambja áll, a trónszékből tüzes nyelvekben végződő fénycsóvák csapnak ki és a kupola alján körben álló apostolok fejére szállnak. A kupoladob ablakai között az apostolok által megtérített népek jelennek meg.
A csegelyeken látható négy angyal Isten dicsőségét hirdeti. A kupola melletti félköríveken apostolok mártíromságát mutatták be. A jobb oldali ív mozaikjai Szent Jakab, Szent Fülöp, Szent Bertalan és Szent Máté halálával a 12. és 13. század fordulóján készültek. A félkörív melletti oldalfalon a lunettában újabb két tanítvány Simon és Tádé halálát jelenítették meg. Alatta egy széles sávban látható a templom egyik legszebb mozaikja az 1214 és 1240 között készült Ima a Gecsemáné kertben mozaik, három művész közös alkotása. A mozaikon Jézus hatszor jelenik meg, háromszor ima közben és háromszor amikor meginti Pétert és a tanítványokat. A fal alsó szakaszán öt keretbe foglalt kisméretű mozaik 1230 körül készült, rajtuk az imádkozó Szűz Mária és négy Krisztus eljövetelét megjövendölő próféta, Ézsaiás, Dávid, Salamon és Ezékiel alakjával.
A bal oldali mellékhajóban a szemben lévő íven és oldalfalon látható képek a 17. század első évtizedeiben készültek. Az íven Luigi és Girolamo Gaetano alkotásai Antonio Vassilacchi, Alessandro Varotari és Tizianello vázlatai alapján ismét apostolok mártírhalálát ábrázolják. Az oldalfalon a lunettában jelenetek láthatók Szent Péter és Szent Pál életéből. A vázlatokat Palma il Giovane készítette, a kivitelezés Luigi Gaetano, Lorenzo Ceccato és Giacomo Pasterini munkája. Alatta, a szemben lévő oldalfalhoz hasonlóan itt is öt kisméretű, bekeretezett mozaikképet készítettek 1225 és 1230 között, rajtuk Krisztus és két-két próféta, Hóseás, Jeremiás, Mikeás és Jóel ábrázolásával.
A templom központi kupolája a 12. század végén elkészült Mennybemenetel-kupola. Középen látható a négy angyal kíséretében mennybe emelkedő Krisztus alakja. A kupolán körben fák között az apostolok állnak, Krisztussal egy vonalban Mária imádkozik mellette két angyallal. A kupoladobon az ablakok között a hét Erény és a kilenc Boldogság nőalakja kapott helyet. A csegelyeken a négy evangelistát ábrázolták, alattuk egy-egy férfialak vizet csorgat egy amforából, amik négy bibliai folyót jelképezik. A kupolát tartó négy íven Jézus életének legfontosabb jelenetei kaptak helyet. A legkorábbiak a déli íven a 12. század első felében készültek a későbbiek a 16. században, Jacopo Tintoretto, Paolo Veronese és Giuseppe Salviati rajzai alapján. Az íveken látható legfontosabb jelenetek: Krisztus megkísértése, Bevonulás Jeruzsálembe, Utolsó vacsora, Krisztus megmossa a tanítványok lábát, Hitetlen Tamás, Noli me tangere, Leszállás a pokol tornácára, A három Mária a sírnál, Júdás csókja, Pilátus ítélete, Keresztrefeszítés.
A jobb oldali kereszthajó fölé a 12. század közepén készült Szent Leonárd-kupola borul. A kupola felületének jelentős része egyszerű arany háttér, rajta Szent Lénárd, Szent Miklós Szent Kelemen és Szent Balázs alakjaival. Ezek a szentek nagyon fontosak voltak az akkor uralkodó dózsék számára, városvédő szenteknek tekintették őket, ezért kerülhettek kupolára. A csegelyeken megjelenő négy női szent, Szent Dorottya, Szent Eufémia, Szent Erasma és Szent Tekla város népének és a gradói pátriárkátus számára voltak nagyon fontosak.
A kereszthajó nyugati falára került a híres mozaik, Szent Márk ereklyéjének megtalálásáról. Ez a történet legkorábbi ábrázolása. A velenceiek az évszázadok során elfeledkeztek a szent sírjának pontos helyéről. A harmadik bazilika felszentelésekor az egyik oszlop meghasadt és láthatóvá váltak az elrejtett csontok. A mozaik azért figyelemre méltó, mert megörökíti a templom akkori állapotát a félkész kupolákkal.
A kereszthajó végében a 14. és a 15. század fordulóján nagyméretű gótikus rózsaablakot nyitottak a templom falába. A szentély fölé a Emmánuel-kupolát alakították ki, a rajta lévő mozaikok a 12. század elején készültek. A kupola közepét a szakálltalan Krisztus 15. században restaurált alakja uralja. Alatta az imádkozó Mária látható mellette prófétákkal, akik kezükben próféciáikat tartalmazó papírtekercset tartanak. A kupoladob ablakai közötti területek ornamentális díszítésűek. A csegelyekre a négy evangelista szimbólumát, az ökör az oroszlán a sas és az ember alakját helyezték el. A kupola melletti íveken Szent Péter és Szent Márk életéből láthatunk jeleneteket a 12. században készült, majd a 19. században erősen restaurált mozaikokon. A legfontosabb képek: Szent Péter püspökké szenteli Szent Márkot, Az angyal kiszabadítja Szent Pétert a börtönéből, Szent Márk megáldja Szent Hermagorust, Aquileia védőszentjét, Szent Márk csodái, Szent Márk mártírhalála, Szent Márk temetése, Szent Márk testét kicsempészik Alexandriából, Utazás a tengeren, A szent testét szállító hajó viharba kerül, Szent Márk teste Velencébe érkezik.
Az apszis félkupoláján a trónoló Krisztus alakja 1506-ban készült el. Alatta a szentély ablakai között Szent Miklós, Szent Péter, Szent Márk és Szent Hermagorus képei a legkorábbi mozaikok közé tartoznak, 11. század végén készültek. Szent Hermagorus népszerű szent volt Velencében, ereklyéi 1100 körül kerültek a városba. A bal oldali kereszthajó fölött Szent János kupoláját építették meg. A kupola, a mellette álló boltozatok, a lunetták és az oldalfalak mozaikdíszítése a 12. század első feléből származik, kisebb 17. századi javításokkal. Az itt látható mozaikciklusok Szűz Mária és Jézus életéből vett jelenetekből állnak. Mária életét apokrif evangeliumok alapján mutatják be, különös hangsúlyt helyezve házasságára Szent Józseffel, az Angyali üdvözletre, az Egyiptomba való menekülésre és a visszatérésre Izraelbe. A bal oldali kereszthajó falán és a lunettán Vincenzo Biachini és segédei Jessze fáját, vagyis Jézus családfáját jelenítették meg 1542 és 1552 között Giuseppe Porta tervei alapján.

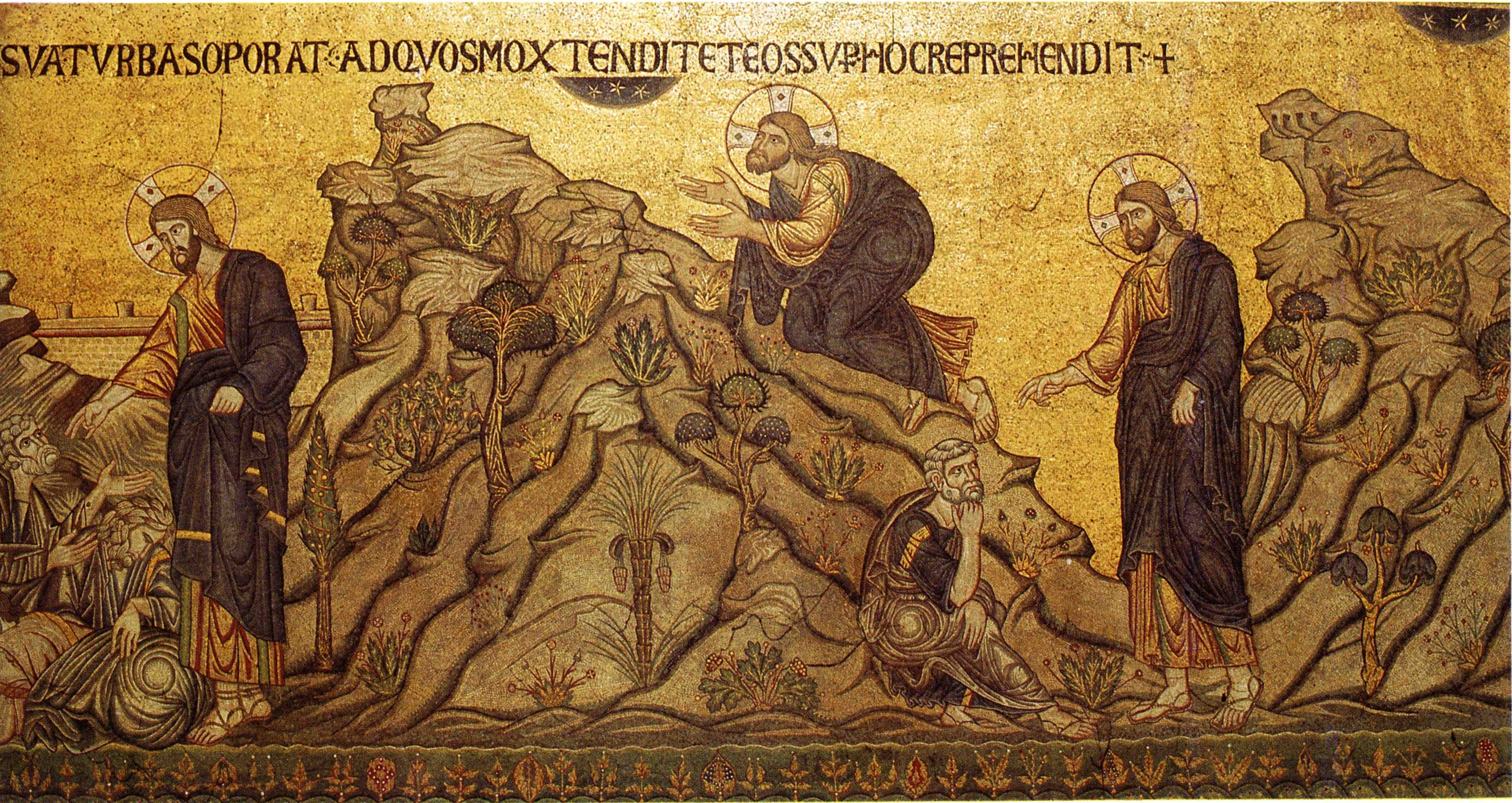
Jézus imája a Gecsemáné kertben
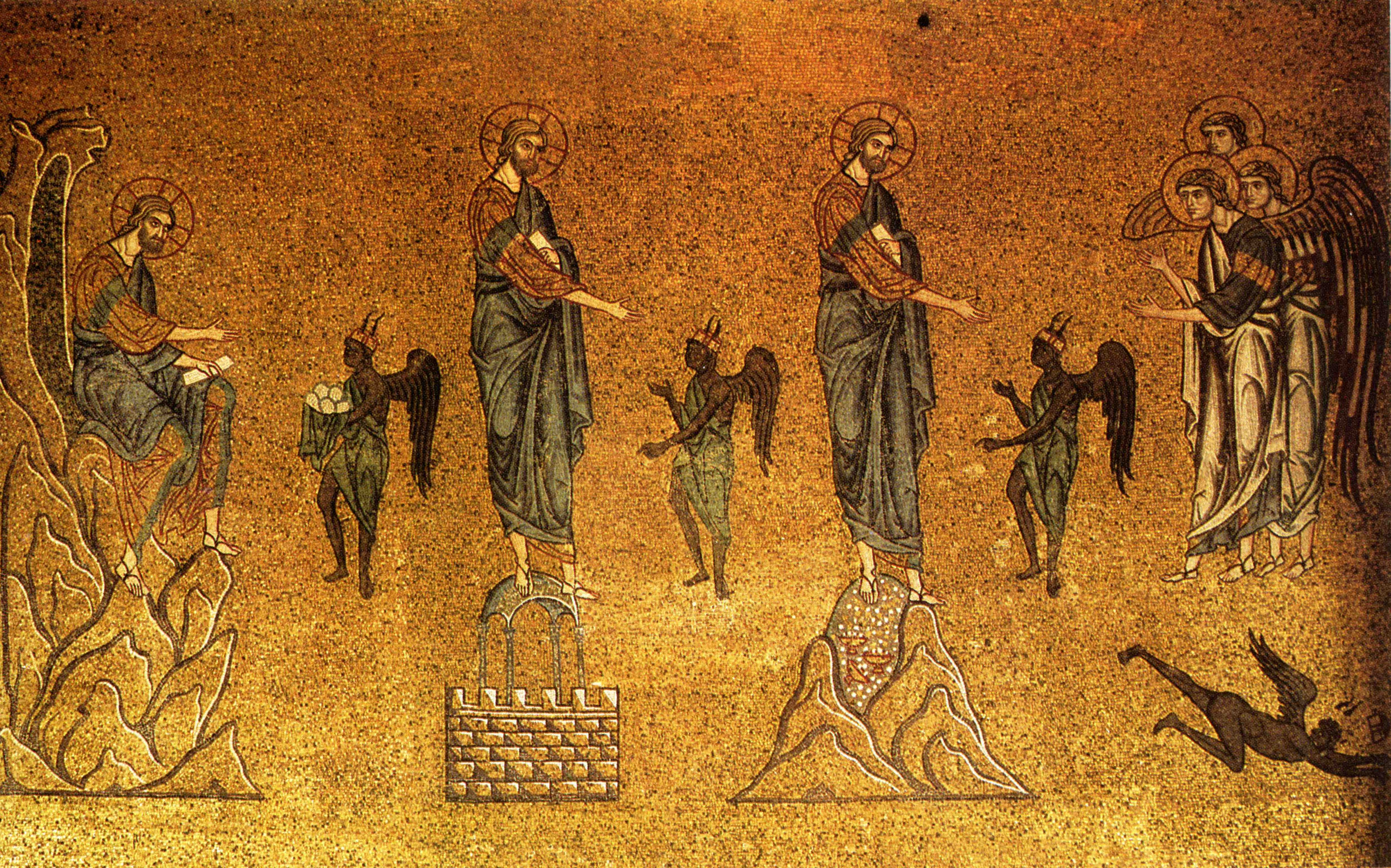
Jézus megkísértése
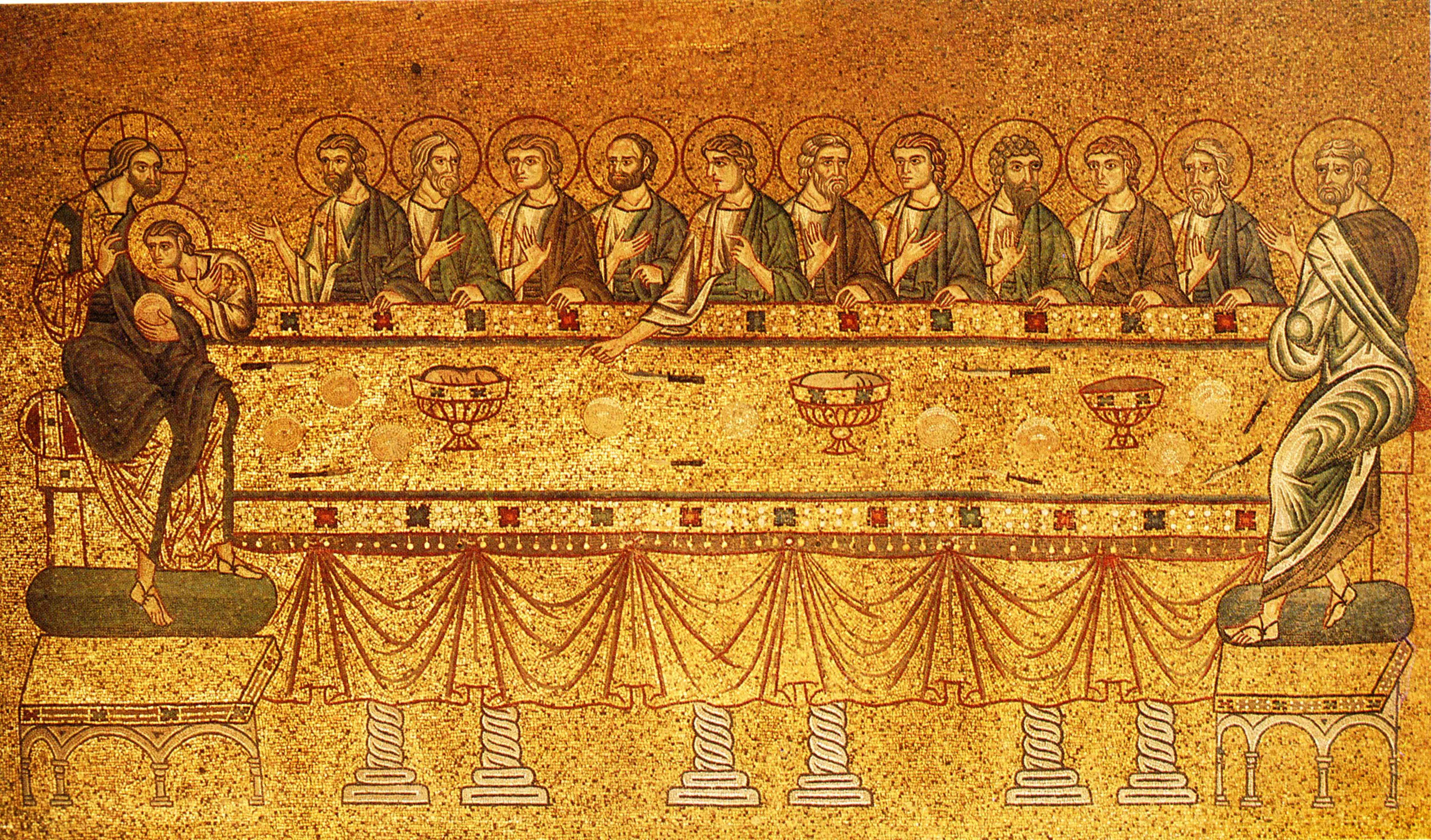
Az utolsó vacsora
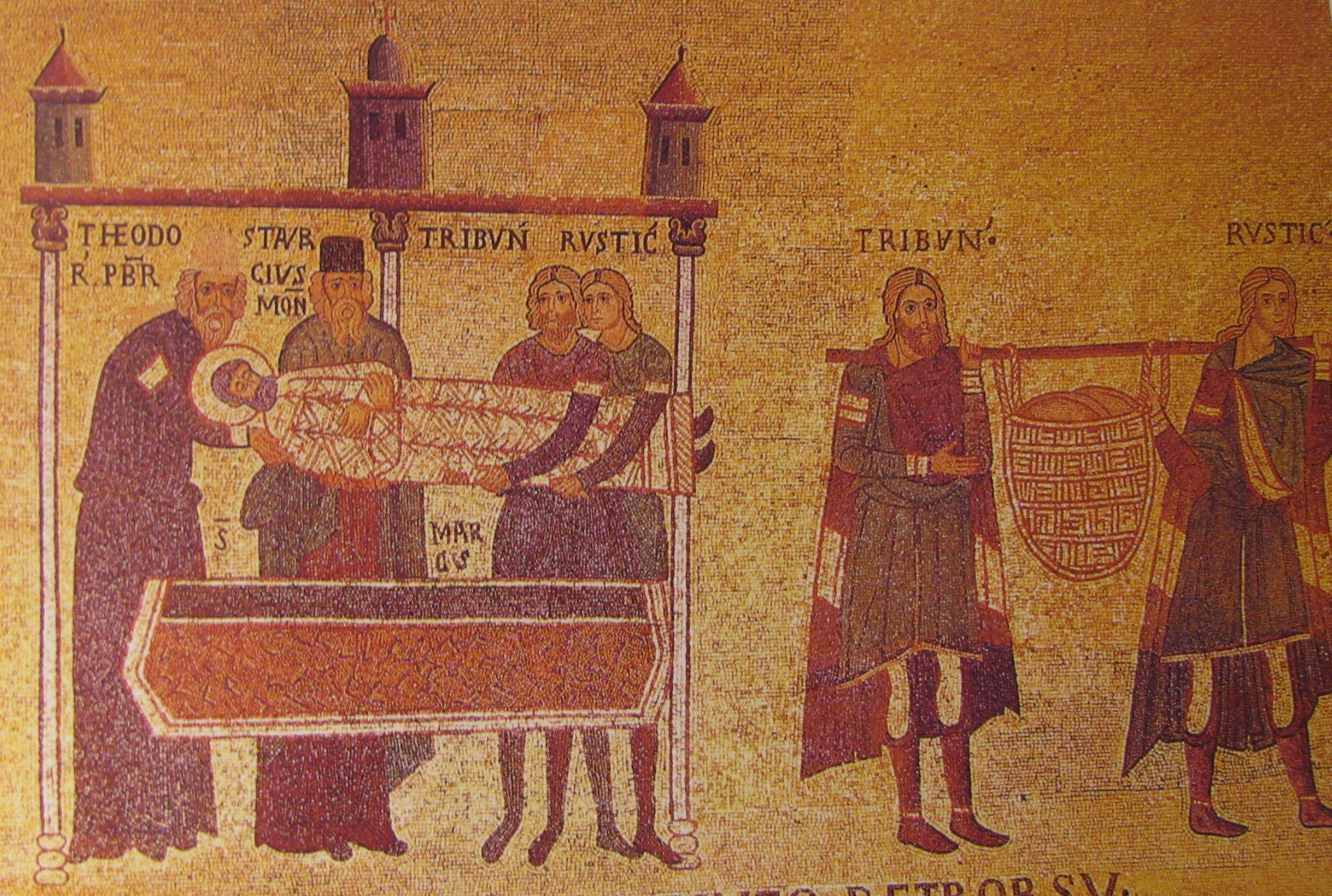
Szent Márk testét elcsenik alexandriai sírjából

## A Pala d'Oro

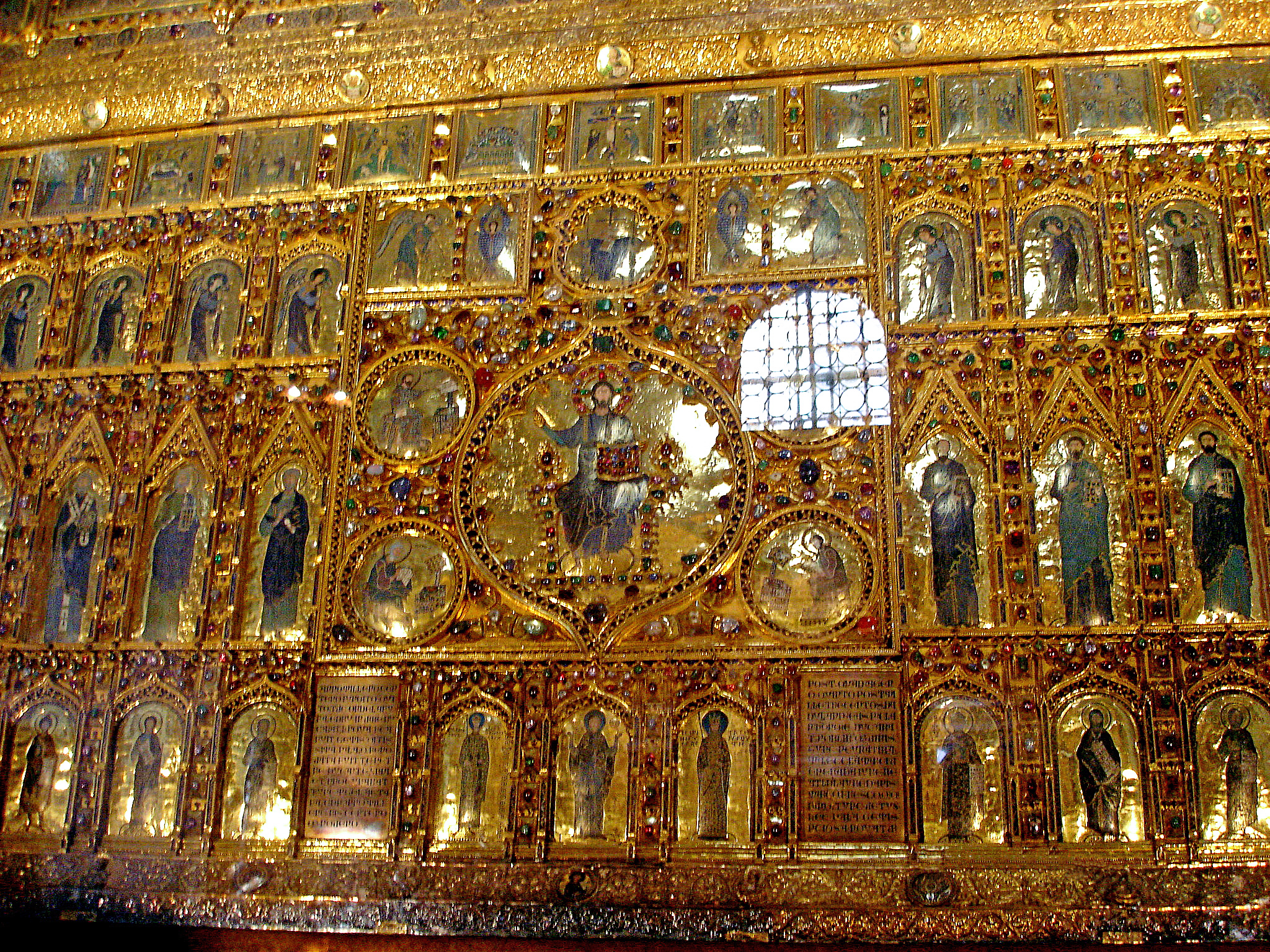
A Pala d’Oro középső része

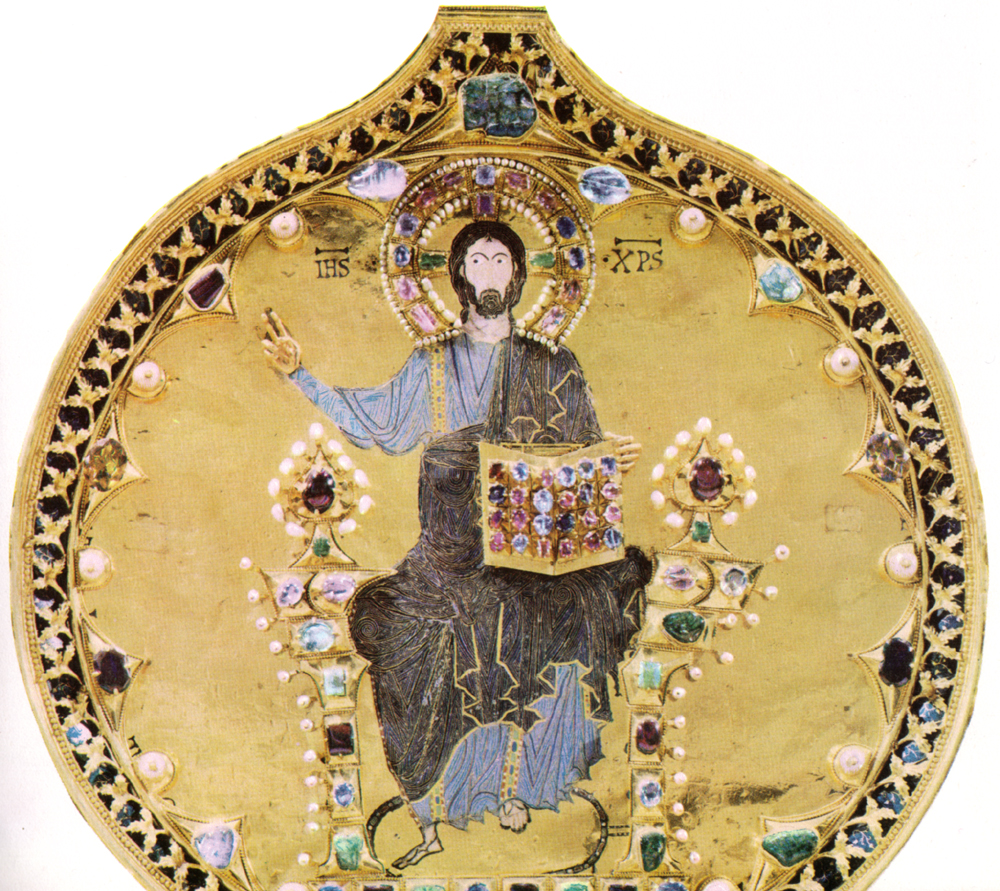
Krisztus alakja a Pala d’Oro középső részén

A bazilika főoltárán található a Pala d'Oro, az aranytábla, a világhírű ötvösmű, amely bizánci és velencei gótikus mesterek közös alkotása. A tábla két részből áll, egy 3,34 méter széles és 2,12 méter magas fatáblából és a ráhelyezett vastag aranyréteggel borított ezüstlapokból. A táblát 1927 igazgyönggyel és drágakővel, 255 zománcképpel és 39 kisméretű, szenteket ábrázoló mellszoborral díszítették.
A tábla alsó és felső részét széles keret választja el egymástól. A Pala d'Oro három részletben készült. Az eredeti oltárképet még I. Pietro Orseolo dózse rendelte meg Konstantinápolyból, de napjainkra ebből semmi sem maradt. Alsó része Ordelafo Faliero dózse megrendelésére készült a 12. század elején. A forrásokból kiderül, hogy a táblának ezt a részét 1105-ben fejezték be. Ebből a korból származnak a szélein lévő Szent Márk életét bemutató, ezenkívül a felső sorban látható diakónusokat és egyházi ünnepeket ábrázoló zománcképek, valamint Krisztus alakja a tábla közepén. A tábla felső részének darabjai 1209-ben kerültek hadizsákmányként Velencébe Konstantinápolyból, majd a darabokat helyi mesterek állították össze. A darabok eredetileg a Konstantinápolyból származnak ahol egy ikonosztáz felső részét díszítették. A táblán az utolsó nagyobb átalakítást 1343 és 1345 között végezték, amikor Andrea Dandolo dózse megrendelésére két velencei ötvösművész Giovanni Bonensegna és egy ismeretlen mester a tábla felső részén található képeket román, az alsó képeket gótikus stílusú keretbe foglalta. Ekkor készült a domborműves diszítésű széles keret és ekkor kerültek a táblára a gyöngyök és drágakövek is. A Pala d'Oro felépítése:
- A legfelső sorban középen Mihály arkangyal alakja, mellette kétoldalt jelenetek Jézus és Mária életéből: Bevonulás Jeruzsálembe, Leszállás a Pokol tornácára, Keresztrefeszítés, Mennybemenetel, Húsvét és a Szűz elszenderedése. A zománcképek között kisméretű, szenteket ábrázoló medalionokat helyeztek el.
- A második sorban a széleken három-három diakónus képmása, közöttük: Angyali üdvözlet, Karácsony, Bemutatás a templomban, Krisztus megkeresztelése, Utolsó vacsora, Keresztrefeszítés, Leszállás a Pokol tornácára, Asszonyok a sírnál, Krisztus megjelenik Szent Tamás előtt, Feltámadás, Mennybemenetel
- A harmadik sorban mindkét oldalon hat-hat kék köpenyt és piros szandált viselő, kezükben jogart tartó arkangyal
- A negyedik sorban mindkét oldalon hat-hat apostol. Az alakok egy részénél nem sikerült meghatározni, hogy kit ábrázolnak, a feltételezett sorrend:
  - középről balra: Péter, András, Jakab, azonosítatlan, Fülöp, Ifjabb Jakab
  - középről jobbra: Pál, azonosítatlan, azonosítatlan, Simon, Tamás, azonosítatlan
- Az ötödik sorban mindkét oldalon hat-hat próféta
  - középről balra: Ezékiel, Mózes, Dániel, Jeremiás, Náhum, Ézsaiás
  - középről jobbra: Dávid, Illés, Zakariás, Habakuk, Malakiás, Salamon
- A keret mindkét oldalán függőlegesen jelenetek Szent Márk életéből, amely a legkorábbi figuratív ciklus a város patrónusáról:[26] Szent Márkot püspökké szentelik, Szent Márk meggyógyítja Anianust Alexandriában, Szent Márk összetör egy bálványt, Szent Márk megkereszteli Anianust, Szent Márknak megjelenik Krisztus a börtönben, Szent Márkot elfogják a templom oltára előtt, Szent Márk testét elhozzák Alexandriából, Szent Márk testét hajón viszik Velencébe, Szent Márk testét ünnepélyesen fogadják Velencében.
- A tábla középső részét három vízszintes területre osztották fel. A felső sorban egy hetoimaszia (előkészület az utolsó ítéletre) ábrázolást helyeztek el, amely egy trónszék rajta a Bibliával és egy galambbal (a Szentlélek szimbólumával) valamint a trónszék mögött a kereszt és a passió többi kellékével. Mellette a felső sorban kétoldalt két-két angyal kapott helyet. A középső sávba került a trónon ülő Krisztus alakja, a bizánci ötvösművészet egyik legszebb alkotása. Bizáncban készítette egy helyi mester 1050 után.[28] Mellette négy kör alakú mezőben a négy evangélista valószínűleg velencei mester munkája. Az alsó sorban a középső képen Mária, tőle jobbra Iréne bizánci császárnő, balra Ordelafo Faliero dózse látható. A kutatások alapján valószínűsíthető, hogy a bal oldali képen dózse helyett eredetileg II. Komnénosz János alakja állt.

## Kápolnák

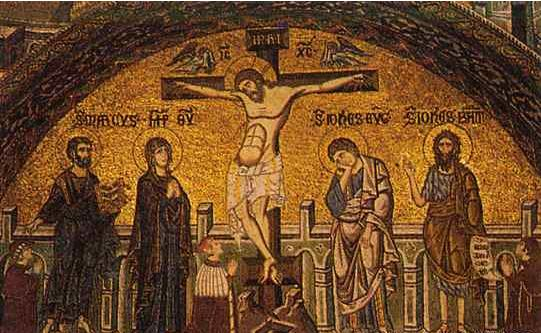
Keresztelőkápolna, Keresztrefeszítés

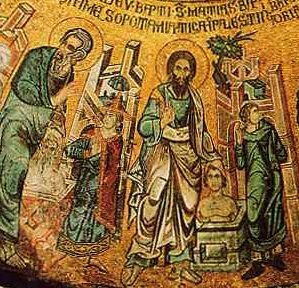
Keresztelőkápolna, mozaikdíszítés, részlet

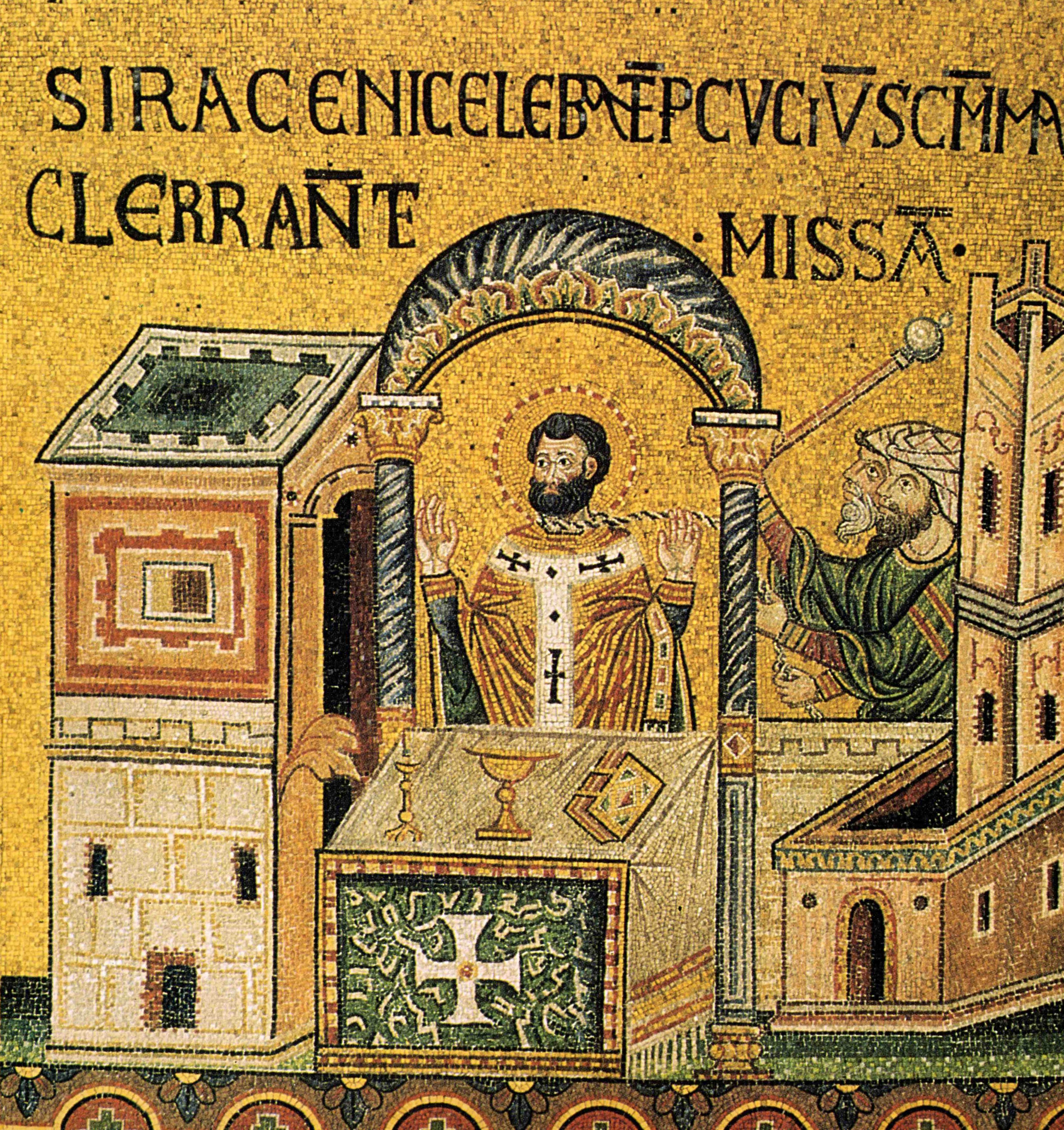
Szent Márk halála, Zen-kápolna

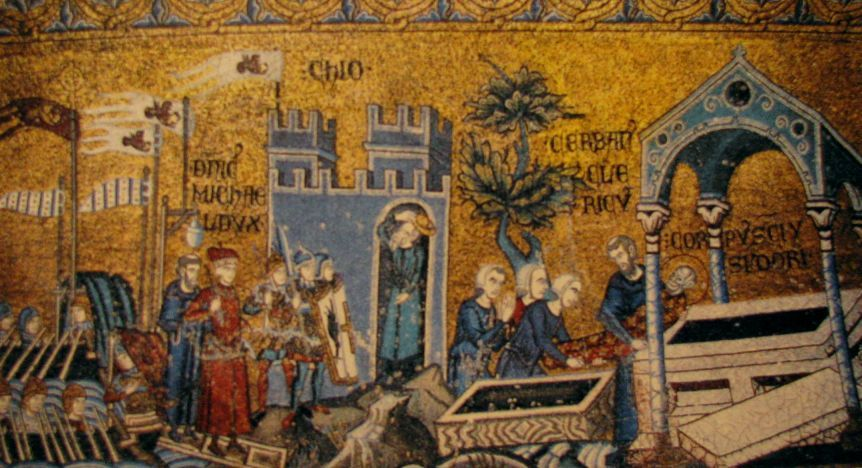
Mozaik a Szent Izidor-kápolna mennyezetéről

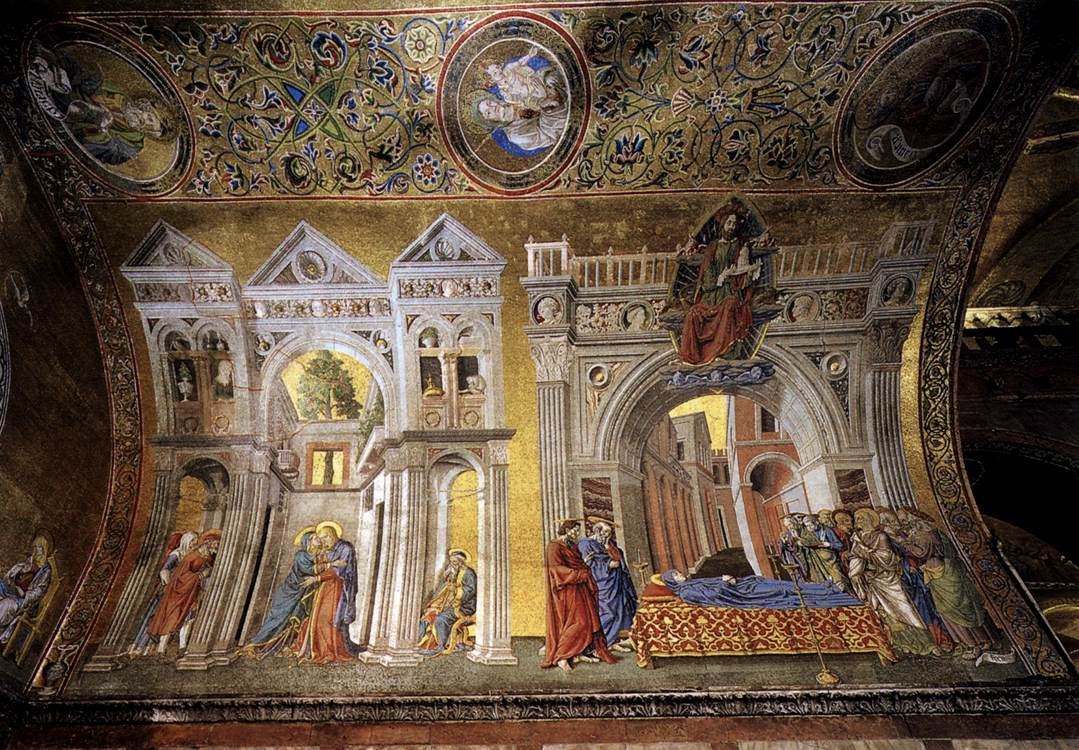
A Mascoli-kápolna mennyezetének részlete

### A keresztelőkápolna
A 14. század első felében, Andrea Dandolo dózse uralkodása alatt kialakított keresztelőkápolna a templom déli oldalán a jobb oldali mellékhajóból nyílik. Ez a terület korábban valószínűleg egy nyitott tér volt, egyfajta átjárónak használták a templom és a Dózsepalota között. A kápolna három részből áll: egy négyszögletes alaprajzú dongaboltozatos előcsarnokból, a tulajdonképpeni keresztelőkápolnából és egy szentélyrészből. A keresztelőkápolna közepén álló medencét Jacopo Sansovino tervei alapján két tanítványa Tiziano Minio és Desiderio da Firenze készítette 1545-ben. Tetején a Keresztelő Szent János szobor Francesco Segala alkotása 1565-ből. A medence fedelét nyolc részre osztották, a négy evangelistát és Keresztelő Szent János életének négy jelenetét ábrázoló domborművekkel díszítették.
Az előcsarnokban kapott helyet Giovanni Soranzo dózse emlékműve. Az oltár alatti gránittömb, amelyről a hagyomány szerint Krisztus beszélt a néphez Türoszból került a városba 1126-ban egy hadjárat során. Fölötte a szentté avatott X. Piusz pápa szobra, aki 1894 és 1903 között Velence pátriárkája volt. Az oltár mögött és mellett látható Krisztus megkeresztelését, Szent Tódort és Szent Györgyöt ábrázoló domborművek a 13. és a 14. században készültek. Az oltár előtti márványlap alá temették el az építész és szobrász Jacopo Sansovinót.
A jobb oldali falon helyezték el Andrea Dandolo dózse (aki Petrarca barátja és Velence egyik történetírója volt) síremlékét, De Sanctis művét. Ő volt az utolsó akit a templomban temettek el, síremléke a velencei gótikus szobrászat egyik jelentős alkotása. A szarkofág előlapján két domborművet helyeztek el, rajtuk Szent János és Szent András mártíromsága látható. Középen a Madonna a Gyermekkel, a szarkofág két sarkán az Angyali üdvözletet ábrázoló szobrok kaptak helyet. A szarkofágon fekvő dózse alakját Szent Leonárd és Szent Izidor kisméretű szobrai őrzik. Andrea Dandolo uralkodása alatt készült a kápolna erőteljes bizánci hatásról árulkodó mozaikdíszítése, amely Keresztelő Szent János életét és Krisztus gyermekkorának jeleneteit ábrázolják.
Az előtéri dongaboltozaton középen az Atya és nyolc próféta alakja áll, az oldalsó sávokon ábrázolt legfontosabb jelenetek: A háromkirályok, Menekülés Egyiptomba, a Betlehemi gyermekgyilkosság, Krisztus megkeresztelése. A középső térben a Keresztelés kupoláján középen Jézus mennybemenetele, a kupola szélén körben az apostolok láthatók. A csegelyeken a négy keleti egyházatya, Nazianzi Szent Gergely, Nagy Szent Atanáz, Aranyszájú Szent János és Nagy Szent Vazul alakja áll. A kupola alatti a lunettákban ábrázolt jelenetek közül kiemelkednek a Keresztelő Szent János halálát, a szent temetését, Heródes Antipász fejedelem lakomáját és Salomé táncát ábrázoló képek.
A harmadik helyiség kupolája a különleges ikonográfiai programot megjelenítő úgynevezett Parúzia (Angyali hierarchia) kupola. Középen Krisztus második eljövetele, a külső sávban kilenc apokaliptikus angyal jelenti be az eseményt. A csegelyeken a előző kupolához hasonlóan egyházatyákat ábrázoltak, itt a négy nyugati egyházatya, Nagy Szent Gergely, Szent Jeromos, Szent Ágoston, Szent Ambrus képe kapott helyet. A kápolna hátsó falán a keresztre feszített Krisztus Szűz Mária, Szent Márk, Keresztelő Szent János és János evangelista mellett. A Megváltó lábánál Andrea Dandolo dózse imádkozik feleségével és tanácsadójával, Caresini nagykancellárral aki történetírói munkájában is segítette.

### A Zen-kápolna
A kápolna helyén eredetileg egy előcsarnok volt, amely a Porta da Maron keresztül a Piazzettára nyílt. A bejáratot 1504-ben zárták le, amikor az 1501-ben elhunyt Giovanni Battista Zen bíboros síremléke számára a kápolnát kialakították. A bíboros végrendeletében jelentős összeget hagyott a városra, a városvezetés ezért engedélyezte, hogy síremlékét a templomban állítsák fel.
A dongaboltozattal fedett kápolna az előcsarnokból közelíthető meg, bronzajtaja még a 6. századból származik és Konstantinápolyból került ide. A bejárat fölött nyolc próféta alakja kapott helyet négy 13. vagy 14. századból származó mozaik és négy a 13. században készült román stílusú szobor. A kapu fölötti lunettán az eredetileg a 12. században készült Madonna Mihály és Gábriel arkangyalokkal képet 1877 és 1878 között restaurálták. Az eredeti mozaikok a legkorábbiak közé tartoztak ezzel is hangsúlyozták a Porta de Mar szerepét.
A bíboros emlékművét Antonio Lombardo és Paolo Savin tervezte majd Pietro Campanato öntötte bronzba. Az emlékművön a bíboros fekvő alakja látható, oldalán hat puttó mellett hat nőalak az elhunyt erényeit szimbolizálja. A szintén bronzból készült oltár baldachinja alatt Antonio Lombardo szobrai, a trónon ülő Madonna a Gyermekkel mellette Szent Péter és Keresztelő Szent János láthatók. A Madonna-szobrot a Madonna della Scarpe (Cipős Madonna) néven is ismerik, mert a legenda szerint egy szegény hívő cipőjét arannyá változtatta. Az oltár mellett két román stílusú, a 13. századból származó, vörös márványból készült oroszlán kapott helyet, oszlophordozóként egykor a Porta da Mar két oldalán állhattak. A dongaboltozaton a Szent Márk élettörténetét ábrázoló mozaikok 1270 és 1280 között készültek. A mozaikciklus legfontosabb jelenetei: Szent Márk térítőútja Aquileiában, Szent Márk álma, Szent Márk térítőútja Alxandriában, Az evangélium megírása Rómában, A szent mártírhalála.

### A Szent Izidor-kápolna
Az északi kereszthajó mellett elhelyezkedő Szent Izidor-kápolna építését 1354-ben kezdték meg Andrea Dandolo dózse parancsára, hogy a szent ereklyéit méltó helyre temethessék. Szent Izidor ereklyéit 1125-ben a görögországi Khiosz szigetéről hozták Velencébe Domenico Michiel dózse idejében egy győztes hadjárat során.
A kápolna építését az oltár fölötti lunettában lévő felirat szerint 1355. július 10-én fejezték be, alaprajza négyszög alakú és mozaikokkal teljesen beborított dongaboltozat fedi. A kápolna hátsó falához helyezték el az ereklyéket tartalmazó szarkofágot, a rajta fekvő szent a fölötte álló angyal és a kétoldalt ábrázolt Angyali üdvözlet egy 14. századi velencei szobrászműhely alkotásai. A szarkofág előlapját eredetileg aranyozás fedte, a rajta lévő domborművek a szent vértanúhalálát ábrázolják. Az oltár mögötti falat teljes egészében értékes, keletről származó márványlapokkal borították, fölötte a lunettában a mozaikon Krisztus alakja látható Szent Márk és Szent Izidor között. Az oltárral szemben lévő lunettában Szűz Mária Keresztelő alakja áll Szent János és Szent Miklós között. Ez utóbbi két mozaik még jobban kötődik a bizánci hagyományokhoz, mint a mennyezet mozaikjai, amelyek két egymás fölötti sávban a szent élettörténetét, halálát és testének Velencébe való szállítását mutatják be. Ezek a mozaikok a 14. század közepéről származnak, az oltártól jobbra eső déli sávon látható egyes jelenetek (Szent Izidort ló farkához kötve vonszolják, Szent Izidor lefejezése) a szarkofág előlapján is megtalálható. A mennyezeti mozaikokon a román stílusra jellemző jellegzetességeket figyelhetünk meg.

### A Mascoli-kápolna
Az oltár fölötti felirat szerint a kápolnát Francesco Foscari dózse építtette 1430-ban, miután megmenekült egy gyilkossági kísérlettől. Eredetileg ez a helyiség a Szent Izidor-kápolna előcsarnoka lehetett, erre utal, a kápolna falában ma is látható befalazott ajtó. 1618 óta nevezik Mascoli (Férfiak)-kápolnának, amikor egy 1221-ben alapított testvériség kapta meg fenntartásának jogát. A testvériség neve arra utal hogy tagjai csak férfiak lehettek. A késő gótikus oltár 1430-ban készült, fülkéiben a Madonna a Gyermekkel, Szent Márk és Szent János evangelista szobrai állnak. Alkotójukat eddig nem tudták pontosan azonosítani, vagy Lorenzo Ghiberti egyik tanítványa vagy Bartolomeo Bon lehetett. A mennyezet Michele Zambono által szignált mozaikjai 1449 és 1450 között készültek, valószínűleg Andrea del Castagno, Jacopo Bellini és esetleg Andrea Mantegna vázlatai alapján. A mennyezet mozaikjai Szűz Mária életéből ábrázolnak jeleneteket, balról jobbra: Mária Születése, Bemutatás a templomban, Angyali üdvözlet, Mária hazalátogatása, Mária halála. Jellegzetességük a stílusok keveredése bal oldalon Mária születése és bemutatása még egymásba kúszó gótikus épületelemek között, a jobb oldalon hazalátogatása és halála már korai reneszánsz környezetben látható.

## A múzeum

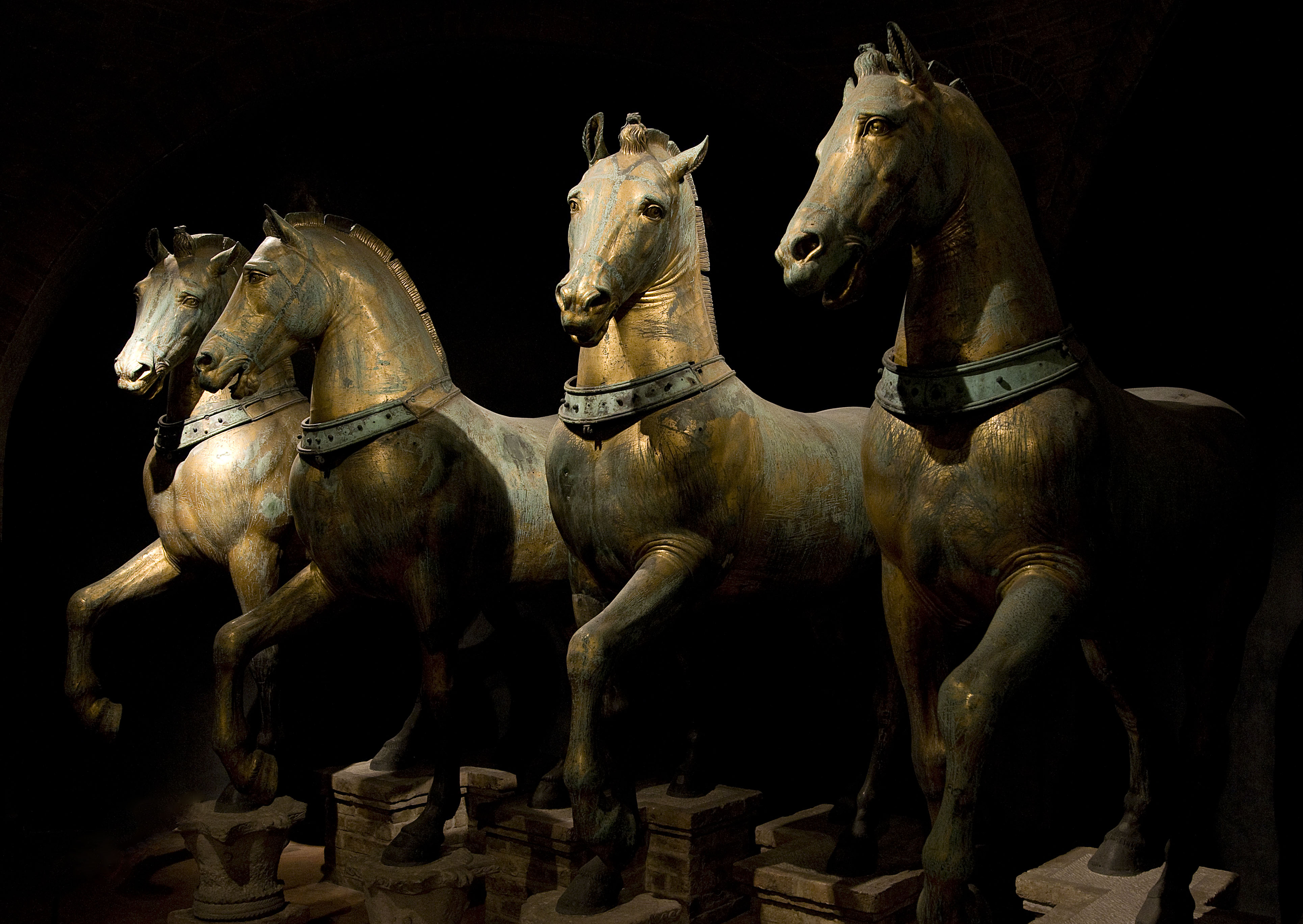
Az eredeti lovak a múzeumban

A galérián alakították ki a bazilika 1927-ben megnyitott és 2003-ban kibővített múzeumát a Museo di San Marcót, más néven a Museo Marcianót. Itt őrzik az eredeti bronzlovakat, melyeknek másolatai a templom homlokzatán láthatók. Az egyenként 897 kilós aranyozott szobrokat a konstantinápolyi hippodromból zsákmányolták a város 1204-es kifosztásakor. 1797-ben a lovakat Párizsba szállították és csak 1815-ben kerültek vissza Velencébe. 1983-ban kerültek a múzeumba, hogy megvédjék az időjárás káros hatásaitól. A lószerszámok maradványaiból arra következtethetünk, hogy a lovak egy kocsi elé voltak befogva. Fejük egymás felé fordul felemelt patáik is arra utalnak hogy egy-egy párt alkottak. Eddig nem tudták megállapítani mikor készültek, valószínűleg az i. e. 4. században.
A múzeumban őrzött további jelentős alkotások:
- A Pala'd oro eredeti hátlapja, Paolo Veneziano és fiai, Luca és Giovanni 1345-ben készült műve
- A keresztelőkápolnából származó mozaiktördékek a 15. századból
- Többrészes nagyméretű oltárkép a 15. századból
- Faliszőnyegek töredékei a 15. századból
- Hímzett oltárterítő, bizánci munka a 12. századból
- Négy a 16. századból származó faliszőnyeg, jelenetekkel Szent Márk életéből, Jacopo Sansovino rajzai alapján
- Faliszőnyegek a 15. század elejéről a Passiót ábrázoló jelenetekkel, flandriai mesterek munkája ismeretlen velencei művész rajzai alapján
- Miniatúrákkal díszített kódexek

## A kincstár

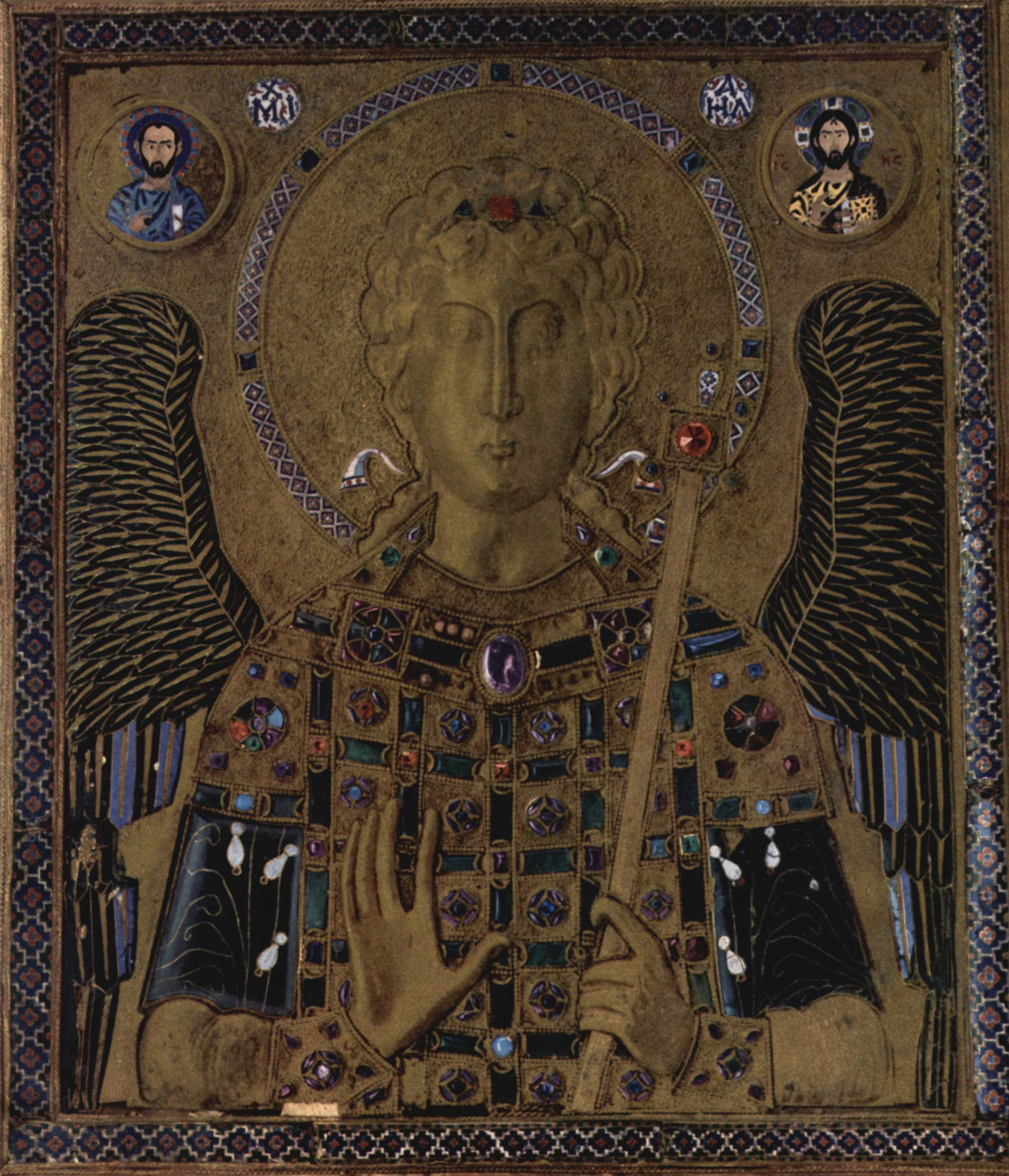
Mihály arkangyalt ábrázoló ikon a kincstárban

A bazilika kincstárában, amely az első hercegi vár egykori sarokbástyájában helyeztek el 283 üvegből, aranyból, ezüstből és más értékes anyagból készült műkincset őriznek. A gyűjtemény legkorábbi darabjai 1204 és 1261 között érkeztek Velencébe Konstantinápolyból a város elfoglalása és kifosztása után, majd az azt követő latin uralom alatt. Később a kincstár a pápák, uralkodók, követek és maguk a dózsék által adományozott értékekkel gyarapodott. Itt őrizték a hadjáratok során szerzett hadizsákmányt is. Egyfajta államkincstárként funkcionált, amelynek rendszeresen adóztak a kereskedők is, vészhelyzetek esetén ez volt a köztársaság végső tartaléka.
1797-ben a köztársaság bukásakor a kincstárat kifosztották, az aranytárgyak egy részét beolvasztották. A megszállók 42 000 karátnyi ékkövet, mázsányi aranyat és ezüstöt raboltak el. A megmaradt darabokat 1798-ban a bazilikában helyezték biztonságba. 1815 és 1819 között a műkincsek egy részét anyagi okok miatt el kellett adni. A befolyó összegből fedezték az épület állagmegóvásának költségeit.
A gyűjtemény három részre osztható, bizánci, iszlám és nyugati eredetű művekre, legnagyobb részük keletről származik (Bizánc, Szíria, Perzsia, Egyiptom, görög szigetek). A tárgyak túlnyomó többsége bizánci eredetű, közülük kiemelkedő művészi értéket képvisel huszonhét, féldrágakőből készített, többnyire arannyal díszített liturgikus edény. Az iszlám eredetű tárgyak nagy része nem hadjáratok során, hanem vásárlás vagy adományozás útján került a kincstárba. A műkincsek egy részét ünnepnapokon a bazilika főoltárára helyezték, egyrészt azért, hogy elkápráztassák a városban tartózkodó követeket, és más magas rangú vendégeket, másrészt hogy emeljék a szertartások fényét.
A kincstárban őrzött legfontosabb darabok:
- Kisméretű üvegvödör ezüstözött bronzdíszítéssel az i. e. 4. századból, rajta egy Dionüszosz istenhez kapcsolódó jelenettel
- Kristálymécses a 4. századból, 11. századi bizánci kiegészítéssel
- Szardonit váza valószínűleg a 7. századból
- Achát váza, oroszlán alakú füllel, valószínűleg a 7. századból
- Kisméretű márvány cibórium görög felirattal a 6. századból
- Trónszék alakú ereklyetartó rajta bibliai szimbólumokat ábrázoló domborművekkel, Alexandriából; Gradóból került a kincstárba
- Szűz Mária barlangját ábrázoló kristály az 5. századból, IV. León bizánci császár 8. századból származó koronáján. A kristályra illesztett Mária-szobor a 13. században készült.
- Aranyozott ezüstből készült könyvtábla a 9. századból, a tábla középső részén kialakított feszületet ábrázoló zománckép szíria eredetű
- II. Rómanosz bizánci császár serlege a 10. századból, a serleg peremén Szűz Mária, angyalok, Aranyszájú Szent János és Szent Miklós zománcképeit alakították ki.
- Mihály arkangyalt ábrázoló hordozható ikon, aranykeretben, a kereten Szűz Mária, angyalok és szentek zománcképeivel és drágakőberakással.
- Féldrágakőből készült serlegek zománcdíszítésű aranyperemmel és drágakő berakással a 10. és 11. századból
- II. Rómanosz bizánci császár római korból, az i. e. 1. századból származó serlege, 10. századi arany és zománcdíszítéssel
- Ereklyetartó a 10. századból, aranyozott ezüst, drágakőberakással, középen zománcdíszítéssel
- Alabástromtál a 10. századból, peremén aranyszegéllyel, drágakő és igazgyöngy díszítéssel.
- Kódexfedél a 14. századból, aranyozott ezüst, domborművekkel és zománcképekkel
- Mihály arkangyalt ábrázoló 11. századi ikon Konstantinápolyból, aranyozott ezüst, zománcdíszítéssel
- Aranyozott ezüst a 15. század elején készült ereklyetartó Trabzonból (Törökország), rajta Krisztus és szentek domborműves ábrázolásaival
- Türkizzöld üvegből készült edény a 10. századból, rajta stilizált nyulakat ábrázoló domborművekkel, későbbi (10-15. századi) drágakőberakásos aranyszegéllyel
- Nizar al-Aziz Billa kalifa kristályedénye Kairóból a 10. századból, aranyból készült 16. vagy 17. századi talapzattal, az edény fülén kos- oldalán oroszlánfigurával
- Ábbasszida kori kristálytál Irakból vagy Iránból a 9. vagy 10. századból
- Kristálykancsó Kairóból a 10. századból, kosokat ábrázoló domborművekkel, az edény talpa és teteje a 13. századból való, valószínűleg velencei munka
- Ezüstből készült, egyes részein aranyozott templom alakú füstölő a 12. századból, dél-itáliai vagy velencei munka
- Szardonit kancsó a 3. századból, aranyozott ezüst teteje a 13. század közepén készült Velencében
- Szent kereszt ereklyetartó fából, aranyozott bronzból és üvegből, Konstantinápolyban készült 1216 előtt
- Hordozható ikon, közepén lapis lazuli díszítéssel a 9. vagy 11. századból, 13. századi velencei kiegészítéssel
- A bazilika 1300 körül készült aranyozott ezüst oltárterítője, rajta Szent Márk életének domborműves ábrázolásaival.
- Szent György karjának aranyozott ezüstből készült, zománcdíszítéses ereklyetartója, egy része 1204 előtt készült Konstantinápolyban egy része 1325 előtt Velencében egy része pedig a 15. században.
- Ereklyetartó tizennégy keleti szent maradványainak, rajta közülük tizenkét szent domborműves ábrázolásával, aranyozott ezüst, Velencében készült 1320 és 1330 között